# 賭ケグルイ
『賭ケグルイ』（かケグルイ）は、原作：河本ほむら、作画：尚村透による日本の漫画。『月刊ガンガンJOKER』（スクウェア・エニックス）にて2014年4月号から連載中。サブタイトルは「○女」および「○女たち」。独自の階級制度が採用された富裕層の生徒が通う名門学園で繰り広げられる学園ギャンブルストーリーであり、原作担当の河本が新都社に投稿していた『ドミニウム〜極色少女賭博伝〜』が原型となっている。
第2回次にくるマンガ大賞コミックス部門では、第3位を記録している。2021年3月時点でシリーズ累計発行部数は620万部を突破している。

## あらすじ

### プロローグ
VS 早乙女芽亜里
創立122年を迎える名門校、私立百花王学園は、上流階級・政財界の子女が数多く通う名門校。そこは、圧倒的なギャンブルの腕を持つという生徒会長・桃喰綺羅莉のもと、生徒同士のギャンブルによる階級制度によって支配されていた。そこに、蛇喰夢子という少女が転校してくる。蛇喰夢子はおっとりした才媛に見えるが、実は生粋のギャンブル狂・賭ケグルイであった。
転校早々、2年華組を仕切っている級友・早乙女芽亜里に挑まれた夢子は、「投票ジャンケン」で敗北し、120万円の借金を背負わせられたが、その後、芽亜里のイカサマを見抜いて逆転勝利し、彼女に880万円の借金を背負わせた。「ポチ」の呼称で「家畜」扱いされている級友・鈴井涼太から芽亜里のイカサマに加担していたことを謝罪された夢子は、涼太に500万円を渡して「家畜」から脱却させる。
VS 皇伊月
翌日、実家が大手トイメーカーの1年生・皇伊月に挑まれた夢子は、「ダブル神経衰弱」で2,000万円の負けを喫してしまう。再戦を申し込む夢子に伊月は生爪を賭けるように告げ、2戦目が始まる。しかし、すでに夢子は伊月のイカサマを見抜いており、圧勝する。カードに仕込まれたイカサマは実家の信用を失墜しかねない旨を挙げ、生爪を賭けての3戦目を強要する夢子に、伊月は泣きながら敗北を認める。
VS 西洞院百合子
1週間後、夢子は伝統文化研究会の見学に出向く。丁度その時、「家畜」となった芽亜里が生徒会役員兼伝統文化研究会会長である西洞院百合子と「公式戦」を行っていた。しかし芽亜里は最終的に4,960万円の大敗を喫する。その後百合子は夢子にオリジナルギャンブル「生か死か」での勝負を申し込み、夢子は快く承諾する。
夢子は百合子のイカサマに気づいた上で、百合子を追い詰める。しかしその時、生徒会長である綺羅莉たちが試合に介入する。夢子は綺羅莉が事前に仕込んでいたイカサマに嵌り、敗北する、そして、3億1,000万円という巨額の借金を背負い、夢子は「家畜」となる。
債務整理大集会（2巻）
夢子と芽亜里は借金返済のため、生徒会主催の債務整理大集会に満を持して参加。生徒会による組合せの結果、2人は2年椿組の木渡潤・蕾奈々美と共に、ギャンブル「2枚インディアンポーカー」で対決することとなる。
芽亜里は生徒会が指定したルールの穴を上手く利用し、夢子と協力して木渡を罠に嵌め大勝。現金2億6,000万円を入手し、「借金つけかえ」のルールによって1,000万円に減った借金を全額返済する（なお、残りの2億5,000万円は「夢子に借りを作りたくない」という理由で夢子に全額譲渡した）。

### 生徒会役員編
VS 生志摩妄（3巻）
債務整理大集会を終え、なお「家畜」となっている夢子は、かねてから熱望していた綺羅莉とのギャンブルを行うため、綺羅莉に「公式戦」を申し込みに向かう。しかしその道中、生徒会役員で美化委員長の生志摩妄に鈴井と共に監禁され、ギャンブル「ESPゲーム」を申し込まれる。
夢子は「ゲームは最大3セットまで」「鈴井をディーラーとする」「敗者は勝者に10億円支払う」という条件を課した上で、勝負を承諾する。しかし妄は「わざと負けて夢子に殺される」ことを自らの勝利条件として勝負していた。だが夢子はこの妄の思惑を見破り、「撃たず撃たれず」の引き分けに勝負を持ち込んだ。妄のことは「ただの死にたがり」と称し、軽蔑の眼差しを向けた。
VS 夢見弖ユメミ（4巻）
夢子の存在によって生徒会の権威が揺らぐことを危惧した生徒会は、役員の1人でアイドルとしても活動している夢見弖ユメミが生徒会を代表して夢子と勝負することになり、「一流アイドル決定戦 バトっていいとも！」という企画で共演を依頼する。夢子は承諾するが、夢子が敗れた場合「人生計画表」の内容を「ユメミとユニットを組んでアイドルデビューする」というものに変更、という人生を賭けた勝負であった。ユメミは勝利への確信を持っていたが、手違いと悪運が重なったことで敗北する。
VS 豆生田楓（5巻）
企画終了後、夢子は観客に「何者かがユメミが破ったファンレターを自分に送り付けユメミを陥れようとした」という事実を告白する。そして、ユメミはその犯人が生徒会会計の豆生田楓だと断言する。夢子は「ギャンブルで勝った者が正義」という学園の流儀のもと、豆生田にギャンブルでの対決を要求する。この要求に対して豆生田は断るが、夢子が「公式戦」の権利を行使したため、必然的にギャンブル「選択ポーカー」による勝負が成立する。
資金力では豆生田が圧倒的に上回っていたため、夢子のチップはすぐに尽きる。だが皇伊月の協力を仰ぎ夢子はゲームを続行する。最終的に豆生田は皇を侮っていたことが仇となり、夢子に勝負で敗れ、敗北する。こうして、夢子は現金30億円と豆生田の人生の決定権を手にする。
VS 五十嵐清華（6巻）
生徒会役員の2連敗を目の当たりにした生徒会書記の五十嵐清華は、対決が終了し観客が撤収した直後、生徒会の権威を揺るがす夢子を「疫病神」と謗り出す。また、自分が忠誠を誓う綺羅莉が夢子と楽しそうに会話する様子を見て耐え難い屈辱を抱く。覚悟を決めた清華は夢子にギャンブルを申し込む。
2人のやり取りを楽しげに見ていた綺羅莉は、2人にギャンブル「扉の塔」を提案する。清華は自らの勇気と才能を信じ優勢でゲームを進めたが、塔の仕組みを理解した夢子がショートカットを発見したことで敗北。しかし綺羅莉は清華の「合理的さ」を買い、清華に自分の秘書になるよう推薦した。
アニメ版においては、2期の生徒会選挙の公共財ゲームの後の中間発表生放送中に、綺羅莉と夢子のやり取りを見て「疫病神」と認識したことでギャンブルが始まる。また、1期で豆生田との対決が終わった後には、綺羅莉と夢子のタロットゲームが行われている。

### 生徒会長選挙編
VS 蟲喰恵利美（7巻）
夢子が生徒会役員に3連勝した翌日。綺羅莉は生徒会を解散し、新たな生徒会長を選ぶ選挙の実施を宣言する。この選挙は投票制ではなくギャンブルによって票をやり取りし、30日間の選挙期間中の間で最も多くの票を獲得した者が生徒会長となるというもの。そして同時にこの選挙の場において、綺羅莉が籍を置く桃喰家を本家とする百喰一族の新たな本家の座を争う跡目争いが繰り広げられることとなる。
借金を全額返済した夢子は「家畜」を返上し、生徒会長選挙では綺羅莉とのギャンブルに票を賭けることを望む。そんな中、百喰一族の1人蟲喰恵利美が夢子にギャンブル「指切りギロチン」での勝負を要求。偶然その場に居合わせた妄も加えた3人での勝負が成立、最終的にただ1人勝者となった夢子が2票を獲得した。一方の芽亜里は、生徒会現副会長・桃喰リリカの呼び出しを受ける。
芽亜里・涼太 VS 陰喰三欲・陽喰三理（8巻）
続いて夢子は百喰一族の陰喰三欲と陽喰三理とを相手に、ギャンブル「ニム零式」での対戦を行う。本人の希望により鈴井も参加。しかし中盤で、三欲が仕込んでいた毒により夢子が体調を崩す。事情を聞いた芽亜里が駆けつけ、夢子に代わって参戦。芽亜里はギャンブルの裏の性質に即座に気づき勝利。三欲が敗北を三理に押し付け多額の借金を負わせたため、三理は選挙戦に事実上敗退。
公共財ゲーム（9巻）
桃喰綺羅莉の集票ペースが早いことから、対等に戦うための票の集約を目的に夢子と等々喰定楽乃がギャンブルを企画した。定楽乃は胴元としてギャンブルには直接参加せず、百喰からは骨喰ミラスラーヴァと尾喰茨が参加。夢子が伊月と豆生田に声をかけ、5人によるギャンブル「公共財ゲーム」が行われた。
全員敗北（胴元である定楽乃の一人勝ち）という可能性もあるルールの中、裏切り者を特定する過程で豆生田が再覚醒し、追放されたミラスラーヴァが敗退。ギャンブルは伊月が1位となった。しかし、ある条件を対象に伊月は定楽乃と「外ウマ」を賭けており、こちらでは敗北した伊月は選挙戦リタイアを余儀なくされる。
夢子・ユメミ VS 名足カワル（10巻）
夢子とユメミの前に、日本人ハリウッド女優名足カワルがギャンブルのために現れる。その正体は百喰一族の和楽喰淑光だった。名足の大ファンである夢見弖ユメミは彼女から空気のように扱われ、プライドをかけて演技力対決を持ち掛ける。勝負は夢子・ユメミvs名足の2対1で行われることになった。
公開ギャンブルイベント「Aステ（ACTIVE STATION）」での演技力三本勝負。二本目までの勝負の過程で、名足の能力と演技力にユメミは感動を覚えてしまい、勝ちたいという気持ちを失ってしまう。そのため三本目の勝負では夢子とユメミが共闘できなくなり、「一人で戦う」夢子と「勝ちたくない」ユメミを相手に名足は必勝の形をとっていたが、最後の最後に「勝ちたくないが勝たなければならない」というユメミの行動を読み切れず敗北する。
桃喰リリカ VS 尾喰凛・尾喰茨（11巻）
芽亜里と仲間になりたいと懇願し続けるリリカに対して、芽亜里は条件として百喰一族の者をギャンブルで倒すことを提案する。リリカはまず狛喰希を圧倒し、裏で暗躍している詐欺師・尾喰凛に勝負を持ち掛ける。リリカ、凛、凛の付き人で嘘のつけない体質である尾喰茨、それに芽亜里のクラスメートである杏子・有架・美鳥を加えた6人によるギャンブル「戦争」を行うことになり、芽亜里と希は観戦に回る。最初は5人による共謀で不利になったように見えたリリカだったが、凛の騙しの暴露、それに他人を信用できない凛の習性の隙をついて、圧倒的に勝利する。凛によって仕掛けられていた罠をもさらに裏を掻いて打破し、リリカは晴れて芽亜里に仲間と認められる。

## 登場人物
特記がない限り声の項はアニメ版の声優、演の項は実写版の俳優。

### 賭ケグルイ

#### 主要人物
蛇喰 夢子（じゃばみ ゆめこ）
声 - 早見沙織（テレビアニメ）、能登麻美子（テレビCM）/ 演 - 浜辺美波（テレビドラマ版） 、蟹沢萌子（≠ME）（舞台版）
本作品の主人公。私立百花王学園生徒、2年華組。素性不明の転校生、蛇喰家代表。
身長：166センチ、黒髪ロングの姫カットと巨乳が特徴的な美少女。左手の親指に指輪をはめている。
蛇喰夢子は普段はお淑やかな振る舞いをしているが、その実態は「リスクを負う極限のギャンブル」を異常なまでに好む、破滅的思考の狂ったギャンブル中毒者である。
生徒会による身辺調査によると、両親はすでに他界している。大学病院に入院している姉がおり、その入院費は全額、妹の夢子が負担しているらしいが、資金の出所は不明。ただし、学園に持ち込んだ資金は、早乙女芽亜里との初戦で見せた1千万円だけの模様。
普段の蛇喰夢子は、物腰柔らかで誰に対してもソフトな丁寧語を用いるが、時折含みのある嫌みな言い方をするため、相手の顰蹙を買うこともしばしば。ただし、その多くは相手の思考を混乱させるための夢子の策であり、本人も自覚している。
蛇喰夢子は常人離れした博才を持ち、相手のイカサマや策略を瞬時に見抜く洞察力、ほんの些細なことも覚えておく記憶力、言葉巧みに相手を意のままに誘導する交渉術など、卓越した能力を遺憾なく発揮する天性のギャンブラーである。手先も器用でサイコロの出目を操作する技術を有するが、その反面、運動神経が鈍く、体力もないという弱点がある。『賭ケグルイ（仮）』では、ワサビが大量に入った寿司を顔色一つ変えずに完食する様子も描かれた。
勝負事には冷徹な面を覗かせるが、ギャンブルの格言「敗者は失うが、勝者は得るルール上の公平さ」を神聖視しており、自他に対する敗者ペナルティもこだわるという徹底主義者である。一方で「弱った相手にわずかの希望を与え、さらなる絶望を叩き込む」といったやり口をする人間には嫌悪を抱き、また目先の快楽でルール無視やゲームをぶち壊す妄は特に嫌悪している。
転校早々、蛇喰夢子はその容姿から学校のクラスで人気を勝ち取り、芽亜里から「投票ジャンケン」勝負を挑まれ返り討ちにした。その後、西洞院に勝負を挑むが、生徒会によるイカサマで敗れ、3億1千万円という莫大な借金を負ってしまう。しかし、その状況さえも夢子は「トップクラスのギャンブラーである生徒会役員に挑む権利」と考え、芽亜里から受け取った大金を返済に使わないでいる（返却可能なレベルになると、「人生計画表」〈後述〉ではなく取り立てになってしまうため）。
その後、生徒会長の桃喰綺羅莉に使うと思われていたその権利を、ギャンブルの舞台に上がろうとしない豆生田楓に対して使い、ギャンブルの対決で勝利する。そして、夢子は30億円以上もの大金を入手する（ついでに「豆生田楓の人生」も得ているが、彼の進退は皇 伊月に委ねた）。
生徒会選挙戦で陰喰・陽喰姉妹と対戦した際には夢子は毒を仕掛けられてゲーム序盤で倒れてしまったものの、鈴井に代打ちとして芽亜里を呼ばせ、勝利を呼び込んだ。
夢子は友人関係にある鈴井涼太や芽亜里に対し、密着気味なスキンシップを取ることが多々ある。特に芽亜里の場合は、キスをしようとして全力で拒まれている。また、鈴井に対しても無関心ではなく、妄に関係が「信頼」ではなく「依存」と指摘された帰りに彼の真意を伺う行為におよんだり、夢見弖ユメミに手を握られデレデレしている様子を見た際、笑顔ながら嫉妬の入り混じった黒い雰囲気を放っていた。
生徒会長選挙において、涼太に桃喰綺羅莉と同じ百喰一族に籍を置く者と話した。
早乙女 芽亜里（さおとめ めあり）
声 - 田中美海 / 演 - 森川葵（テレビドラマ版）、小泉萌香（舞台版）
番外編『賭ケグルイ双』の主人公。私立百花王学園生徒、2年華組。身長：162センチ、誕生日は3月8日。
金髪ツインテールが特徴的な美少女。可憐な容姿とは裏腹に頭の回転が速く、ゲームの本質を把握する能力に長けるなど、総合的なスペックは高い。
高飛車な性格で強い反骨心を持ち、時に利に逆らってでも自分の未来を掴み取る姿勢を見せるなど、内に秘めた向上心は熱い。普段は年頃の女子高生らしい口調を用いているが、勝負時や激昂した際などは荒らげた口調に変わる。
鈴井涼太に500万円の借金を負わせて「家畜」に落とした張本人（ただし、涼太は「家畜」としては最上位となる下位100位）。蛇喰夢子が転校してくるまでクラスのトップに君臨していたが、「投票ジャンケン」で夢子に敗北したことにより、「家畜・ミケ」に陥落したためこれまでと打って変わって、クラスでいじめの対象になってしまっている。
自らの地位とプライドを取り戻すため西洞院百合子に「公式戦」を挑むが、イカサマを見抜けず敗北。4960万円の負債を負う。
満を持して臨んだ債務整理大集会では、夢子とタッグを組んで大勝。積み重なった借金と「家畜」の地位を返上し、その手腕を桃喰綺羅莉に買われて生徒会に勧誘される。しかし、かつて自分もそうであった「家畜」に対する考えを聞き、丁重に断る。スピンオフ『賭ケグルイ（仮）』では、無効となった「人生計画表」に「3億円拾う」「巨乳になる」などと好き放題を書いた後に黄泉月るなに返却する様子が面白おかしく描かれた。
生徒会選挙戦では、副会長にギャンブルを持ちかけられている最中に鈴井から呼び出され急遽、夢子の代理で陰喰・陽喰姉妹と対戦することになる。毒で倒れた夢子が事実上人質である状態で圧倒的に不利な状態であったものの、ディーラーである黄泉月るなが行っていたギルブレスシャッフルを一発で見抜き、さらに鈴井のカードを公開させるなどの策を凝らして油断していた姉妹を圧倒、毒に対する血清を勝ち取り夢子を救った。その際、就寝中の夢子に生徒会長を目指す野望をささやいている。
当初は自分を苦境に追い込んだ夢子に対し、拒否気味の反応を示していたが、債務整理大集会で協力してからは押し切られる形で友達になる。また、鈴井涼太に対しても散々な扱いをしていたが、夢子の案内役を申しつけられて喜んでいる姿に不機嫌になったり、時折彼の様子を伺って顔を赤くしたりするなど、以前から好意を抱いていた模様。鈴井涼太をめぐって夢子と対立する機会も時々みられる。
番外編『賭ケグルイ双』では、一般家庭の出身であることが明かされている。高校からの編入生として入学早々に、クラスメイトから読み取りコードつきのトランプで「時短大富豪」勝負を挑まれ、敗北。窮地に陥るがトリックを使って逆転する。そこからさらに賭場を得て日に30万円稼ぐことに成功するも、油断していたところに挑んできた生徒会会計の壬生臣 葵に負けたことで運営資金さえも失ってしまう。それをきっかけに、葵による生徒会長潰しの計画を明かされ、資金不足もあってなし崩しに協力者となった。しかし善咲会入会試験後に葵の本性を見たことで翻意。一方的に離別を宣言するが、その矢先に聚楽とのギャンブルに敗れ、その過程で善咲会の久留米から500万もの借金をしてしまう。その結果、善咲会に入るか聚楽専用の家畜になるか二者択一を迫られやむなく後者を選ぼうとしたが、それを良しとしないみくらに止められ、彼女の提案で嫗ヶ頭姉妹の賭場で彼女たちと対戦、これに勝利して最悪の事態は免れた。
なお、『賭ケグルイ双』本編では『賭ケグルイ』における悪辣な面は鳴りを潜め、他人思いの優しい面が強く描かれている。時系列は夢子の編入してくる1年前の話。
鈴井 涼太（すずい りょうた）
声 - 徳武竜也 / 演 - 高杉真宙（テレビドラマ版） 、永田聖一朗（舞台版）
本作品の解説役。私立百花王学園生徒、2年華組の学級委員、身長：173センチメートル。
常軌を逸したギャンブラーが横行する本作品において、数少ない一般的な思考の持ち主。他人思いの心優しい性格だが、小心で博才は皆無。
作中における「良心的存在」であり、「家畜」に陥落した早乙女芽亜里に報復行為をせず、自分の手元に届いた2億6千万円もの小切手を躊躇なく返却している。また、「第三者」という地味なポジションのため、他者にモブキャラ扱いされることも少なくないが、そのことに不満を抱いている様子はない。逆に彼の善良さは蛇喰夢子や芽亜里にとっては好ましい人間的魅力である。そして、非常に稀有な特性は、ほとんどの登場人物が「自分のため」に動くのに対し、「誰かのため」に行動出来ることである。
当初は芽亜里に「ポーカー」で敗北し、ボーダーラインのワースト100位に転落したことで「家畜・ポチ」となる。その後は散々な学園生活を送ることになるが、夢子が転校してきたことで状況が一変する。
学級委員を務めていたため、夢子に学園を案内する役割を仰せつかっており、学園内の階級制度とギャンブルについての説明を行い、夢子の身を案じている。しかし「投票ジャンケン」のときには芽亜里のイカサマの片棒を担がされていた。決着後に夢子がそのことを知っていたことを知り、謝罪して学園を去ろうとするが、「おかげで刺激的なギャンブルができた」と夢子からお礼として資金を貰う。
夢子の圧倒的な博才を目の当たりにして以降、彼女に絶大な信頼を寄せることになる。また、物語が進むにつれ夢子に好意を抱き始めているが、芽亜里ともいい雰囲気になりつつあり、結局どちらとも関係は進展していない。
生徒会長選挙では、夢子が1人で陰喰三欲・陽喰三理との選挙戦に挑むことを危惧し、自らも選挙戦に参加すると申し出た。三欲に盛られた毒により夢子が危機に陥った際も、夢子の「芽亜里の言うことを聞けば、面白いことになる」という指示を忠実に守り、勝利に貢献した。

#### 私立百花王学園生徒会
桃喰 綺羅莉（ももばみ きらり）
声 - 沢城みゆき / 演 - 池田エライザ（テレビドラマ版） 、梅田彩佳（舞台版）
私立百花王学園第百五代生徒会長、3年華組。蛇喰夢子と並ぶ最強のギャンブラー、桃喰家代表。
身長：166センチ、三つ編みのツインテールを輪型に巻き結わえた、非常に特徴的な髪型をしている。「（己の肉眼で）見たことがないもの」に対し、異様なレベルで好奇心旺盛。冷徹な性格で、狂気じみた言動を絶えず繰り返す、夢子顔負けの狂った思考の持ち主。
物語が始まる約2年前、百喰一族の本家桃喰家の当主の座を受け継ぎ、全国にいる有力者たちの子息が通う私立百花王学園に目をつけ、前生徒会長をギャンブルで打ち負かし、生徒会長の座を奪取する。それ以降、階級制度や「家畜」と「上納金」制度を築き上げる「改革」を断行した。
現制度を確立させたことにより、将来的に政治家や実業家などを掌握し、日本全土を手中に収めようと画策しているが、綺羅莉からしてみればアクアリウムを管理しているようなものに過ぎず、そこで夢子が現れたことで考えを一変する。
全校生徒はおろか百喰家分家も召集し、生徒会長の座と百喰家当主の座を賭けての生徒会長選挙を開催した。
桃喰 リリカ（ももばみ リリカ）
声 - 沢城みゆき / 演 - 池田エライザ
私立百花王学園生徒会副会長、3年華組。身長：166センチ、仮面をかぶり、一言も喋らず常に桃喰綺羅莉の近くにいる女性。しかし、喋る時は男の様な口調。綺羅莉と顔が瓜二つで、芽亜里からは双子ではないかと糾弾された（その後、尾喰凛が二人は双子だと発言している）。夢見弖ユメミのギャンブルの際にはひそかに綺羅莉と入れ替わって桃喰家の当主としての会合に参加していた。夢子以外には誰も入れ替わりに気づかなかった。綺羅莉とは正反対の控えめな性格。 生徒会長選挙の際には、「何者かに命令されて」蛇喰夢子と陰喰三欲・陽喰三理の対戦の場を設けた。
『賭ケグルイ（仮）』では、綺羅莉の悪ふざけに付き合ったり大喜利に夢中になったりと、お茶目な様子が描かれた。
黄泉月 るな（よもつき るな）
声 - 鵜殿麻由 / 演 - 三戸なつめ（テレビドラマ版）、佐竹桃華（舞台版）
私立百花王学園生徒、3年牡丹組。生徒会役員、選挙管理委員長。
身長：130センチ、着ぐるみのようなパーカー（着ぐるみの表情とるなの表情が対応する）を着て、ゲームをしながらお菓子を食べている。生徒会へ返済不能だと判断されるレベルの借金をした者に対し、その後の人生を管理することで返済の代わりとする「人生計画表」について早乙女芽亜里に説明した。
振る舞いは幼い子供だが、時に冷酷なトリックスターらしい行動を見せるため何を考えているか分からない人物の1人で、豆生田楓や蛇喰夢子の策謀を見切っている様子が見られるなど、軽い性格に見えて深遠な思考の持ち主。
生徒会長選挙では、選挙管理委員長を務める。また、夢子と陰喰三欲・陽喰三理の対戦ではディーラーを務め、ギャンブル「ニム零式」を提案。姉妹が毒によって場を支配したのに対し、「気づいたものが有利になる」ようシャッフルに細工を仕掛けたことでギャンブルを「絶対中立」化させた。
五十嵐 清華（いがらし さやか）
声 - 福原綾香 / 演 - 中村ゆりか
私立百花王学園生徒、2年山茶花組。生徒会書記、桃喰綺羅莉の秘書、身長：160センチ。
債務整理大集会における司会と、蛇喰夢子たちの卓のゲームのディーラーを務めた。常に冷静沈着な性格で、長い黒髪のサイドポニーとハイライトがない黒眼といった容姿をしている。夢子のことは損得勘定で制御できない存在として警戒心を抱いている。
綺羅莉に心酔しており、「役員は全て会長に平伏すべし」と考えている。綺羅莉の思考を理解できているわけではないが、理解できないからこそ彼女に強く惹かれており、また、綺羅莉からも、清華の「理」を重んずる性質が「自分の理解のおよばないもの」として愛おしく思われている。
夢子を学園の和を乱すものと長らく危険視しており、彼女が豆生田を下した直後、『互いを構成する全て（清華の場合、「綺羅莉と赤の他人になる」＝「綺羅莉のそばにいられない」）（夢子の場合、「ギャンブルが出来なくなる」＝「学園からの追放」）』を賭けて「扉の塔」でのギャンブルに挑むも敗れ、尊敬する綺羅莉との縁が切れると同時に、塔の5階から飛び降りるというペナルティを負う。しかしその際に選んだ扉が「正解の扉」であったために命拾いし、その後「赤の他人」として改めて秘書に勧誘され、それを受け入れた。
高校からの途中入学者で、全国トップの学力の成績を叩き出している。いわゆる勉強「しか」していない一面を西洞院百合子はただの学力馬鹿と評したが、妄はそれ「しか」やらない狂気だと語られている。コミックスオマケ漫画では、綺羅莉に面白みのために髪形の変更を提案された際はモヒカンなどを予想して生徒会長の想像を覆したことがある。
『賭ケグルイ（仮）』での登場回数はかなり多く、主にツッコミを担当している。
生志摩 妄（いきしま みだり）
声 - 伊瀬茉莉也 / 演 - 柳美稀（テレビドラマ版）、音くり寿（舞台版）
番外編『賭ケグルイ妄』の主人公。私立百花王学園生徒、2年山茶花組、生徒会役員、美化委員長。
身長：170センチ、左目の眼帯と無数のピアスが特徴。四白眼。変人・奇人揃いの同シリーズ内においても、際立った怪人物。一方、五十嵐清華の人間性を見抜くなど観察力が高く、蛇喰夢子と鈴井涼太の関係に楔を打ち込んだこともある。
「家畜」となった夢子に絡んでいた木渡潤に、ロシアンルーレットのギャンブルを持ちかけ、結果的に追い返した。そのことを夢子に感謝されたことがきっかけで、彼女に興味を持つ。
ロシアンルーレットに使う回転式拳銃は本物で、その生死のリスクを負うことが何よりの快感。メリットを放棄した挙句、下手をすれば自分が死にかねないようなルールを設けるため、桃喰綺羅莉に勝手な自滅行為は止められている模様。
眼帯をしているのは、生徒会長である綺羅莉とのギャンブルに負けた際、左目を賭け金の代わりとして支払うように要求された際に自ら左目を抉ったから。この出来事がそれまでギャンブルに興奮を覚えることのできなかった妄を興奮させ、綺羅莉を「最高の女」と慕うようになる。
夢子に対して本物の回転式拳銃を使ったどちらかが死にかねないギャンブルを仕掛ける。当然イカサマは仕込んであったが、実はわざと見破りやすいように仕込んでおり、自分の勝利条件が「死ぬこと」という破滅的なものだった。これら全てを見破った夢子からは「ただの死にたがり」と称され、その希望を全て蹴散らすような勝ち方をされた結果、彼女を女神と称するようになる。が、夢子からしてみれば「自己満足のためだけにギャンブルのルールすら成立させようとしない、博徒としての価値が全くない女」としか見られず、やや嫌われ気味に敬遠されている。単行本のオマケ漫画などの番外編では相変わらずどちらかが死ぬようなギャンブルを提案しては拒絶されて落ち込んだり、少しマゾに目覚めてみたり（単純な痛みや拷問はもう卒業しており、最高の相手＝夢子を求めている）とコミカルな様子が描かれている。
後の生徒会長選挙にて、蟲喰恵利美の仕掛けた「指切りギロチン」に夢子と共に参加。再び夢子とギャンブルできたことに感激し嬉々として進めていたが、最後は自己満足のためにルール違反を起こしたために反則負けとなり、ギロチンの刃が落ちないことに激怒したが、逆にルールを無視した彼女の動に憤慨した夢子に咎められ、三行半を突きつけられた。コミックスのおまけ漫画では、涼太を懐柔することで夢子との関係を持続させようと企んだが早乙女芽亜里に止められ、さらには通りかかった夢子に侮蔑の眼差しを向けられた上無視されるという仕打ちを受け、泣き出した。
その後「大集約」に参加（美化委員から票を託されたと思われる）。参加の目的は夢子を負かして、票を賭けた命がけのギャンブルをするため。一回戦で百合子に勝利するが、二回戦で夢子に敗北。自分の仕掛けたイカサマを見抜かれた上で、「ギャンブルを過程としか見ていない」と夢子に指摘される。
西洞院 百合子（にしのとういん ゆりこ）
声 - 奈波果林 / 演 - 岡本夏美（テレビドラマ版）、朝倉ふゆな（舞台版）
私立百花王学園生徒、3年菊組。生徒会庶務、伝統文化研究会会長。身長：163センチ、糸目と着物が特徴的な女子生徒。古くは平安京に流れを組むとされる歴史ある名家の令嬢。
伝統文化研究会の部室にて、「公式戦」と呼ばれるポチ・ミケの復活戦を執り行っており、「ミケ」となった早乙女芽亜里の掛金1,000万円の「公式戦」の相手になった。そのやり口は「ヤミ金融などと同じです」と蛇喰夢子に一蹴され、人間的な評価も「最低」「下の下」「糞のようなもの」と称される。
普段は毅然とした態度で振る舞っているが、小心で人情味ある面も覗かせており、自身の研究会に所属する会員の「家畜」化を防ぐため、多額の「上納金」を生徒会に納め、役員となった経緯が作中で語られている。
彼女のイカサマの特徴は「勝率は確かに上がるが確実に勝てるわけではない」ということ。大金を持って多くの戦いを挑む彼女にとって、相手よりも高い確率で勝てさえすれば地位を維持するだけの金額を稼げるため、このような不完全なイカサマでも充分であった。加えて、不完全であるがゆえに「西洞院百合子が確実に勝利するわけではない」という状況がイカサマの確信や警戒心を鈍らせるという、煙幕の役割も持つ。
夢子との勝負時はイカサマを、ひいてはどう賭ければ勝利できるか見破られたことで研究会破滅の危機に追い込まれる。しかし、本人も与り知らぬところで生徒会による、校舎建築時点ですでに仕込まれていたという常軌を逸するレベルのイカサマによって辛くも敗北は免れることになった。しかし、それはあくまでも生徒会の手助けにより脱したもので、結局、夢子に勝利することは出来なかった、つまり、実質的には敗北だとも言える。
後の生徒会長選挙で召集された百喰一族に対して危惧し、桃喰綺羅莉に考え直すよう直訴するも他の役員も含め受け入れてもらえず、現状を維持しようと孤軍奮闘するが、陰喰三欲と陽喰三理に敗北した（実際は、三欲に毒を盛られたことで体調を崩したことが敗北の原因となった）。
その後伝統文化研究会の部員の票を託された上で「大集約」に参加。しかし、一回戦で妄に敗北する。
夢見弖 ユメミ（ゆめみて ユメミ）
声 - 芹澤優 / 演 - 松村沙友理（元乃木坂46）（テレビドラマ版）、村山結香（≒JOY）（舞台版）
私立百花王学園生徒、2年桃組。生徒会広報。身長：161センチ、よく目と語尾に☆が入り、明るい髪をツーサイドアップにした華やかな美少女。インディーズでアイドル活動をしており、動画サイトの再生回数300万回以上を記録している。生徒会やライブなどではアイドルらしく笑顔で振るまっており、プロ意識や実利などから本心ではないもののファンを大切にする姿勢を崩さない。その一方で自分の応援に力を入れすぎて歌を聞かないファンに対しては不満をため込んでおり、楽屋では一転盛大に切れて全力で罵倒している。
夢はアメリカアカデミー賞を受賞することで、アイドル活動はその足掛かりに過ぎないと考えている。目的に対する思いは真摯であり本物だが、その夢のためには「現状でアイドル」という立場では完全に出遅れていると感じており、学園の力でトップアイドルを経て女優になろうと考えている。アイドルとしての実力は学園の力を借りるまでもなく本物であり、無関心だった早乙女芽亜里が1回ライブに参加しただけでしっかりハマっている。
沙織という女生徒をマネージャーとして側に置いている。沙織にとって夢見弖ユメミの夢は自分の夢であり、その夢が頓挫しそうになった時は涙を流しているなどその思いは本物である。
何者かの入れ知恵でギャンブルを仕掛けた自分を逆に脅迫してきた蛇喰夢子に憤慨し、賭け金の5,000万円に加えて枕営業などをやらせるつもりでお互いの人生を賭ける（脅迫されるまでは腕が良ければ普通に組む予定だった）。「バトっていいとも」という九番勝負で勝敗を重ねるが、「何者か」の細工によって仕込まれた僅かなスキを突かれて敗北する（なお、夢見弖ユメミが全力でやれば九つの勝負全てでほぼ確実に勝利できるはずだったが、ドラマ性のためにわざと5回中3回敗北していた）。その後、「運の悪さでこのギャンブルに負けるようではどうせ叶わない夢だった」と潔くギャンブルの条件に従って前述のファンへの暴言を公開するが、そのユメミの本音も受け入れた上でファンを続けてくれたことで事なきを得る。
敗北後はそのまま終了する流れだったが、夢子の追求と沙織の説得で真相を明らかにすることを決意。この状況を演出したであろう人物を明らかにする。
選挙戦では夢子と組んで憧れの女優である和楽喰と勝負。勝つ気で挑んだものの女優としての才能の違いを見せつけられ、敵わないと素直に認め清々しく敗北しようとする。しかしその態度を夢子に全否定されチームが決別。葛藤の末に望み通りの敗北ではなく望まない勝利を選んだため、最終的には夢子の協力を再び得て勝利する。
その後「大集約」に参加し、一回戦で芽亜里と交戦する。得意の演技と脅しで追い詰めるが、芽亜里の誘導によって敗北し、自身の票をすべて失った。
豆生田 楓（まにゅうだ かえで）
声 - 杉田智和、湯浅かえで（幼少期） / 演 - 中川大志（テレビドラマ版） 、笹森裕貴（舞台版）
私立百花王学園生徒、2年桔梗組。生徒会会計。身長：180センチ、現生徒会で唯一の男子生徒。先輩に対しても厳しい言葉を吐く冷徹な性格。五十嵐清華によると、権力にこだわっているらしい。
前述の夢見弖ユメミにまつわる諸々を仕組んだ張本人。夢見弖ユメミが敗北すれば権力争いのライバルが減り、蛇喰夢子が敗北すれば勝負の手配をした自分の手柄とするつもりだった。しかし、自身が容疑者として暴露されたことで表舞台に立たざるを得なくなる。それでも彼の想定範囲内であり、確たる証拠がないために毅然とした態度で疑ったことを糾弾するも、予想を超えたギャンブル狂であった夢子に「公式戦」を挑まれてしまう。
「夢子は生徒会長と公式戦をするはず」と高をくくっていたため一時はあまりの想定外に唖然とするも、即座に彼女の性格を計算に入れるように持ち直し、生徒会副会長の提示する「選択ポーカー」に挑む。途中で皇伊月が夢子のパトロンとして呼ばれるも、会計という立場を利用しての30億円もの資金と夢子のギャンブル狂をも計算にいれた「王道」で勝負の流れを掌握しかける。しかし、そこで生徒会副会長に扮していたのが桃喰綺羅莉であったという予想外が発生、人生を担保にした100億円の借り入れを許可されてしまい、自身も人生を賭けての勝負に挑まざるを得なくなる。結果、伊月が「金を出しているだけのパトロン」ではなく「勝負に臨むギャンブラー」だったことを計算にいれなかったために欺かれて敗北（さらに言えば、会場のヒートアップに乗せられ、「王道」脱線していたことも夢子に指摘された）。30億円+自分の人生の決定権を失い、役員の座は解雇になってしまったことで髪が真っ白になってしまう。
その後は医務室へと運ばれ、伊月の看病の下で病床生活を送る。以前の強気な態度は一切見られず、すっかり消沈。「数合わせ」のため選挙戦「公共財ゲーム」で賭博に復帰するが、やる気は皆無であった。だが、同じ参加者である夢子の助言もあり頭脳明晰な一面を取り戻し、伊月の巧妙な策を完璧に推理する。
伊月のことはその野心を買っており、彼女の人生を奪ってしまっても悪いようにしないつもりだった。

#### その他の生徒
皇 伊月（すめらぎ いつき）
声 - 若井友希 / 演 - 松田るか（テレビドラマ版）、河内美里（舞台版）
私立百花王学園生徒、1年華組。元生徒会役員、1年代表。皇伊月は日本有数の玩具メーカーの社長令嬢唯一の娘。
身長：158センチ、パーマのかかった茶髪のショートボブに、ヘアバンドとネイルが特徴。生爪コレクターで、ギャンブルで敗北した人間の生爪を剥いでネイルとしてコレクションするのが趣味。
実家の玩具メーカーで製造しているトランプを用いたギャンブルを得意とする。その玩具メーカーの資金力によって皇伊月は多額の「上納金」を払って生徒会入りした。そして、蛇喰夢子に「ダブル神経衰弱」を挑む。
皇伊月は家業を利用してトランプにイカサマを仕込んでいるが、夢子にそのイカサマを見破られてしまった。そして、夢子から逆に「実家の評判を落とされたくなかったら、お互いの生爪をかけて勝負を続行しろ」と暗に脅される羽目になる（その勝負の結果、皇伊月が無様に泣いて謝ることになり、そんな彼女の姿を見た夢子が彼女に興味をなくし、お開きとなった）。
その後、皇伊月は生徒会をクビになり、政財界にコネを作るために役員になるという入学当初の目的・野望を潰されてしまう。そこで、皇伊月は次なる目標を決めた。それは、夢子に現・生徒会を潰してもらい、夢子が新たな生徒会長になってもらったうえで、自分（＝皇伊月）が生徒会の役員に就任するということである。皇伊月はその目標を達成する為に、夢子に条件を付けて夢子への協力を約束する。
彼女を生徒会に引き入れたのは豆生田楓であり、お互いそれなりに好意があったようであるが、結局は「実力不足」と見下されていた。夢子に要請される形で楓とのギャンブルに参加、お互い人生を賭けるという壮絶なレイズ合戦を繰り広げた結果、迫真の演技と覚悟で以て楓の計算を狂わせて勝利した。その後、文字通り真っ白になって果てた彼を好き放題罵倒していたが、夢子に諭されて頭を下げて搬送される彼を見送る。その後は彼の看病にも努めた。
選挙戦では、皇伊月は夢子らと「公共財ゲーム」に参加する。ルールの隙を付いた罠で骨喰ミラスラーヴァを嵌め、1位でゲームを終える。しかし豆生田を救うために等々喰定楽乃と密かに行っていた外馬ギャンブルに敗北したため大量票を失い（だがそれも彼女にとっては「勝利」であった）、選挙戦からの離脱を宣言する。
木渡 潤（きわたり じゅん）
声 - 江川央生 / 演 - 矢本悠馬
私立百花王学園生徒、2年椿組。身長：183センチ、県知事の息子であり、自身が支配する側であるという意識が強い。一方で精神的にいたぶることはあっても直接肉体に手を出したがらない様子を見せる、「家畜」の生徒に対して容赦のないいじめやたかりを行っている。
債務整理大集会にて登場。特に借金はしていなかったが、友人に1,000万円を借金したと嘘の申告をし、友人に生徒会から1,000万が渡るようにした上で、ゲームで1位になることで借金免除という労せずして金を生徒会より引きだす金儲けを企む。しかし、早乙女芽亜里と蛇喰夢子の策にはまって惨敗。夢子の3億1000万円という莫大な借金を負う羽目になった上に、芽亜里にバカにされたことに、激昂して殴りかかろうとしたところを、五十嵐清華にスタンガンで抑え込まれた（清華は暴力行為には、再三に渡って注意していた）。
「家畜」である蕾菜々美を利用してイカサマを行うも、その内容が稚拙だったため夢子たちには即座に見破られる。芽亜里のブラフにも後れを取り、イカサマ黙認勝負になった後も自分から手の内を露呈させるなど勝負においては最後まで翻弄されていた。なお、この組み合わせは清華によって意図的に決められたものであり、将来政治家になるであろう彼か正体がよく分からない夢子のどちらかを掌握下に置くためだった。
当初は精悍な顔立ちとして描かれたが、矮小な本性を剥き出しにしてからは崩れていった。
選挙戦では、夢子とギャンブルして稼いだ35票を清華に2億8000万円で売り、借金を完済した（不足分は現金で補填）。その時は初登場時の見る影もなくやせ細り、「もう二度とギャンブルはしない」と語っている。
実写ドラマ&映画では、債務整理大集会で夢子&芽亜里に敗れた後、村雨天音率いる反生徒会・反ギャンブル集団であるヴィレッジの一員になる。ヴィレッジの一員になってからは言葉遣いが丁寧になる。
蕾 菜々美（つぼみ ななみ）
声 - 井口裕香 / 演 - 松本妃代
私立百花王学園生徒、2年椿組。身長：149センチ、実家が裕福ではないため、「上納金」が払えず入学後すぐに「家畜」となってしまう。さらに小学校から伸ばしていた長い髪を木渡潤から「長い髪を切ってみたかった」という理由だけで切られたことで現状に抵抗する意思を失う。以後も潤から搾取され、債務整理大集会においても潤に協力させられていた。
最終戦で潤に一方的に復讐できるチャンスが訪れ、蛇喰夢子によって唆されたのもあり彼を最下位に陥れることに成功。結局は自身も夢子に騙された形で借金は変わらずだったが、「家畜」から脱却し前に進むことを決意し夢子にも感謝していた。
熊楠（くまぐす）
声 - 清水はる香 / 演 - 北原帆夏
私立百花王学園生徒、伝統文化研究会の会員。研究会の部室での芽亜里との「公式戦」や夢子との勝負では壺の振り子を務めた。
会員はイカサマのためだけに手にピアス（偽ホクロで隠している）を通している。公式戦で剣の中に一本だけ磁石を仕込んで、振り子の手に磁気を持たせて、イカサマを行っていたが夢子に見破られた。
沙織（さおり）
声 - 庄司宇芽香 / 演 - 染野有来
名字不明、私立百花王学園生徒、2年桃組、夢見弖ユメミのマネージャー。
大物プロデューサーの娘であり、そのコネを利用しようと目論んだユメミにマネージャーに抜擢される。女優という夢に拘るユメミに、「見たことない景色を見たい」という気持ちでアイドルを勧めた。
真能寺（しんのうじ）
声 - こぶしのぶゆき / 演 - 前原瑞樹
人名不明、私立百花王学園生徒、3年華組（実写ドラマ版は2年）、夢見弖ユメミのファンクラブ会長。熱狂的大ファンで、ユメミの本性を知っても率先して応援した。
城丸 穂露（じょうまる ほろ）
声 - 子安武人
私立百花王学園生徒。彫りの深い顔で「学園屈指の美形」と名高い。
選挙戦では中間成績で9位に名を上げるほどの実力者だが、綺羅莉にテキサス・ホールデムで惜敗し、全ての票を失った。
大和 イナホ（やまと イナホ）
声 - 山下七海
私立百花王学園生徒。生徒会長選挙において、選挙管理委員を務めた生徒。選挙管理委員長の黄泉月るなと同じような、着ぐるみのパーカーを纏っている（他の選挙管理委員も全員同様の服装をしている模様）。蛇喰夢子・生志摩妄・蟲喰恵利美の「指切りギロチン」による選挙戦でディーラーを務めた。さらに、早乙女芽亜里とリリカのギャンブルにもディーラーとして同席している。
宇留 瑠美亜（うる るみあ）
声 - 上田麗奈
私立百花王学園生徒。生徒会長選挙において、選挙管理委員を務めた生徒。ペンギンのような着ぐるみのパーカーを纏っている。語尾を妙に長く伸ばす癖がある（よく「イラつく喋り方」と言われるらしい）。蛇喰夢子や尾喰茨らによる選挙戦のディーラーを務めた。
黒鞍 蔵良（くろくら くらら）
私立百花王学園生徒。生徒会選挙において、選挙管理委員を務めた生徒。蛇のような着ぐるみのパーカーを纏っている。
尾喰凛の仕掛けたギャンブルにおいて、彼女の名を騙った偽物がディーラーを務めていた。なお、コミックスのおまけ漫画でるなと共に偽物の蔵良を追い詰める様子が描かれている。
その後、「大集約」におけるディーラーを務めた際には、「私は本物。」と書かれたタスキを付けている。
薫る崎 可織（かおるざき かおり）
私立百花王学園生徒。ユメミ、夢子、和楽喰による選挙戦「ACTIVE STATION」の司会を務めた。
新渡戸 九（にとべ きゅう）
演 - 小野寺晃良
実写ドラマ&映画オリジナルキャラクター。私立百花王学園生徒、2年、報道倶楽部。
歩火 樹絵里（あるきび じゅえり）
演 - 福原遥
実写ドラマ&映画オリジナルキャラクター。私立百花王学園生徒、2年。村雨天音率いる反生徒会・反ギャンブル集団であるヴィレッジの幹部。生徒会や生徒会長を壊そうと企む。
村雨 天音（むらさめ あまね）
演 - 宮沢氷魚
実写ドラマ&映画オリジナルキャラクター。私立百花王学園生徒、3年。反生徒会・反ギャンブル集団であるヴィレッジのリーダー。過去、綺羅莉にギャンブルで勝ったことがある。学園からギャンブルを排除しようと企む。
犬八 十夢（いぬはち とむ）
演 - 伊藤万理華
実写ドラマ&映画オリジナルキャラクター。私立百花王学園生徒、2年。
視鬼神 真玄（しきがみ まくろ）
演 - 藤井流星（ジャニーズWEST）
実写映画オリジナルキャラクター。私立百花王学園生徒。2年前にある事件を起こして学園を追われた。共感覚という特殊能力を持つ。
討嶋（うちじま）
演 - 中川大志
実写映画オリジナルキャラクター。私立百花王学園生徒。開拓地長。

#### 百喰一族
等々喰 定楽乃（ととばみ てらの）
声 - 潘めぐみ
等々喰家代表、代々「調整」を稼業としている。足が不自由で車椅子に乗っている。冷静沈着な性格で、分家の纏め役を買って出ている。桃喰綺羅莉・桃喰リリカとは付き合いが長く、百喰一族の均衡を揺るがそうとする綺羅莉を快く思っていないが、リリカとは親しい間柄となっている。
票の買収を的確に行い、最後の中間発表において綺羅莉を上回る票を獲得している。さらに「公共財ゲーム」や「大集約」において誰が勝利するかを予想する外馬ギャンブルを主催し、票や金を獲得している様子が見られる。
等々喰 ユミ（ととばみ ユミ）
声 - 井上遥乃
等々喰定楽乃に付き添っている褐色肌の少女。「元気だけが取り柄」らしい。元々、身寄りの無い所を等々喰家に引き取られて養子となった事から、百喰一族の一員ではなく、博打の才も無い。
蟲喰 恵利美（むしばみ えりみ）
声 - 竹達彩奈
蟲喰家代表、代々「拷問」を稼業としている。ゴスロリファッションで身を包み、「イモムッシーくん」という名前のぬいぐるみを抱えているオッドアイの少女。鈴井涼太など興味のない者をモブと呼び、他の代表たちにはお子様扱いされている。蛇喰夢子を最初に潰そうと勝負を挑み、賭場で偶然いた生志摩妄と3人で常に持ち歩いている拷問器具を用いた「指切りギロチン」で勝負する。ギロチンに安全用の鉄板を仕込んでいるため、当初は悠々と進めていたが、喜々として進める2人と夢子のふとした言葉から鉄板が外されていると思い込んで恐怖に圧倒され、妄の激昂と夢子の挑発の中で泣きつつも奮い立ち、最終的には敗北したものの意地を貫いた姿勢を夢子から称賛され、彼女を相応に認めた。単行本第7巻のギャンブル紹介でも、絶対に指を抜くはずがない「最狂コンビ」たる2人を対戦相手に選んだことが不運だったと語られている。
「大集約」では淑光から譲り受けた票を持ち参加。一回戦で夢子に敗北するが、予め組んでいた三欲のためにカードにイカサマを仕掛けた。
コミックスおまけ漫画で、妄に苦手意識を抱いて克服のために拷問道具で懐柔しようとするも失敗。また、埒外の相手に対してはさほど悪辣ではないのか、夢子に見限られて落ち込んでいる妄を慰めたりもしている。
テレビ版2期では100票オークションに参加している。
陰喰 三欲（いんばみ みよ）
声 - 内山夕実
陰喰家代表、代々「製薬」を稼業としている。腰まで伸びた長い髪に一本垂らした前髪が特徴。表向きは礼儀正しい一面を持つが、本性は冷酷非情な性格。
陽喰三理とは実の姉妹で、アイコンタクトで意思疎通が出来るほどの深い絆を持つが、それを脅威だと判断した百喰一族により当時子供の居なかった陰喰家の養女となる。生徒会長選挙では陽喰三理とタッグを組み、対戦相手に毒を盛ることで勝負を支配するという身も蓋もない戦法で票を獲得していった。
蛇喰夢子との対戦の際も、夢子に毒を盛って降板させる。しかし、夢子の代わりに登板した早乙女芽亜里の頭脳プレーに翻弄され、逆に追い詰められる。そこで「自分の方が優秀だから」という理由で三理に敗北を押し付けた。しかしその後、三理に危険がおよばないようにするためにわざと脱落させたと明かしている。
「大集約」では恵利美と組み、カードに印をつけるイカサマを駆使。そのイカサマによって一回戦で茨に勝利。しかし二回戦で芽亜里にイカサマを見抜かれた上、そのまま進めると自分の敗北が確定であることを明かされる。そのため自ら毒を服用し、芽亜里が勝利を放棄しない限り解毒薬を服用しないという条件を突き付ける。一度芽亜里は条件を呑もうとするが、乱入してきた三理によって解毒薬を服用させられたため、ギャンブル中に他者からの介入を受けたことで敗北となった。
テレビ版2期では100票オークションに参加している。
陽喰 三理（ようばみ みり）
声 - 大久保瑠美
陽喰家代表、代々「製薬」を稼業としている。お団子頭が特徴。無愛想な性格。
陰喰三欲とは実の姉妹で、アイコンタクトで意思疎通が出来るほどの深い絆を持つが、それを脅威だと判断した百喰一族により当時子供の居なかった陽喰家の養女となる。姉には絶対とも言える信頼を寄せ、二人の時には姉の判断に一任している。生徒会長選挙では三欲と協力し対戦を進めたが、早乙女芽亜里と勝負した際に頭脳負けし、全校生徒よりも多い1万票の借金を負い、選挙から事実上敗退した。さらに自らが追加したルールによって毒を2度浴び、体調を崩す。この際に姉のために自ら敗北をしようと決心していたが、その直前に姉の強要を受け精神的ショックを受けた。
「大集約」において、三欲が自身の命と引き換えに勝利しようとするのを止めるためにギャンブル会場に乱入。姉の命を助ける一心で解毒薬を服用させた。
テレビ版2期では100票オークションに参加している。
和楽喰 淑光（わらくばみ すみか）
声 - 高垣彩陽
代々「芸能」を稼業としている和楽喰家の代表。顔を前髪とマスクで隠している。
実はその正体は「名足 カワル（なたり カワル）」という名で活躍しているアメリカハリウッド女優である。選挙のために学園に来る。蛇喰夢子の提案で夢見弖ユメミとギャンブル「ACTIVE STATION」で勝負する。序盤はユメミの作戦を簡単に翻しユメミを「女優を舐め過ぎている」と酷評するが、後に演技のために自ら指の骨を折ったユメミの覚悟を認め賞賛。最終的には覚悟を決めたユメミに敗北を喫し、ユメミに「ハリウッドで待っている」と声を掛け奮起を促した。
選挙戦の途中でアメリカに帰らなくてはならなくなり、普段から可愛がっている恵利美に自身の獲得した票を譲り渡した上で学園を後にした。
骨喰 ミラスラーヴァ（ほねばみ ミラスラーヴァ）
声 - 斎賀みつき
骨喰家代表。代々「掃除」を稼業としている。父親が日本人、母親がロシア人、ハーフ。巨乳が特徴的な帰国子女。バイリンガルで流暢な日本語とロシア語で話す。蛇喰夢子の「蛇喰家」については調査していた模様。
選挙戦では、夢子らとギャンブル「公共財ゲーム」に参加。だが、共謀を装った皇伊月の罠に嵌ってしまい脱落、ペナルティとして等々喰定楽乃に100票を支払った。しかし稼業の性質上謀をしないはずの自分を騙すことに成功した伊月を賞賛し、その「仲」を確かめた。その後は定楽乃が一族の頂点に達することを望んだ。
テレビ版2期では100票オークションに参加している。
尾喰 凛（おばみ りん）
声 - 石田彰
尾喰家代表。代々「詐欺」を稼業としている。百喰一族の中で唯一の男性代表。
票と金に交換できる疑似通貨「スカムコイン」を発行。コインと金との交換レートを「尾喰凛の所持する票×1万円」とすることで、選挙に興味のない一般生徒からの票を大量に獲得していた。
幼少期のババ抜きで自分のイカサマを見抜きつつも暴かなかった綺羅莉に対してコンプレックスを抱いており、自分の納得する形で勝利することに拘っている。
テレビ版2期では100票オークションに参加している。
尾喰 茨（おばみ いばら）
声 - 細谷佳正
尾喰凛に付き従っている男。尾喰家の分家筋。長身で茨状のヘアバンドに首輪と、一見ガラが悪そうに見えるが一般常識は相応にあり、人当たりが良い。凛に忠誠を誓っている。
生理的に嘘をつくことができず、「詐欺」を生業とする尾喰家で異端として扱われていた。しかし凛によって自身が嘘をつかなくても良い状況を整えてくれていることに感謝している。その反面、自分の与り知らぬところで凛が自分に嘘をついているのではないかという不安に苛まれている。
「大集約」に参加した際は、多額のベットをすることで「正直者ゆえ強い手が来ているはず」と思わせてフォールドさせる戦法を取る。一回戦で三欲を相手に善戦するが、最終的に敗北した。
テレビ版2期では100票オークションに参加し、入札できるタブレットを所有している。
狛喰 希（こまばみ のぞみ）
声 - 北原沙弥香
代々「金融」を稼業としている狛喰家代表。ツインテールが特徴で、セント・バーナードと一緒に行動している。
何事にも一生懸命な努力家だが、馬鹿正直で騙されやすい性格。自身の持つ票をスカムコインと交換したため、実質選挙から脱落している。しかし、リリカに「対等」と言われたことに感激し、リリカと凛とのギャンブルの仲介を買って出る。
テレビ版2期エピローグでは桃喰リリカに生徒会選挙ギャンブルを挑んでいる。
×喰 零（ばつばみ れい）
声 - 朴璐美
テレビアニメ第2期オリジナルキャラクター。男装をした女生徒。百喰一族の者だが、世話係として転入しており、代表ではない。
桃喰綺羅莉によると、×喰家は百喰一族を追放された「はぐれ者」であり、百喰一族に対して恨みを抱いている可能性が示唆されている。しかし、綺羅莉に対する保険として等々喰定楽乃によって連れてこられた。
幼いころは長髪であったが、一族との勝負に敗れ一族の名を失い、両手に×と喰の字が入った刻印を押されて家畜同然の扱いを受けていた。そんな彼女に手を差し伸べたのは夢子の姉であったのだが、夢子の姉（声 - 能登麻美子）が一族との勝負に敗れ自分と同じ境遇に立たされたことを見ると、自らの髪を切り落として一族の頂点に立つことを決意。ただ、元々の一族の名前は明かされていない。
百喰一族の選挙戦を手配するなどのサポートをする一方で、私立百花王学園内でギャンブルにより不当な扱いを受けている多くの生徒を助け、憧れの的となっていく。また、それらの生徒や鈴井から感謝の言葉やお礼の品といったものを受け取り優しさに触れることで、自身に何らかの戸惑いを感じている描写がみられる。
終盤で生徒会や百喰一族、夢子、鈴井らを黒い招待状で招き、自身がオークショニアである100票オークションを開始。出品した大量の票は、かつて自分が助けてきた不当な扱いを受けている多くの生徒の投票により集まったものである。オークショニアでありながらも自らオークションに参加し、入札の票数を吊り上げるイカサマを行っていた。商品である100票を30億で買い取ると交渉してきた夢子の行動を見ると、自らのレゾンテートルを体現するように髪型と目つきを変えた。夢子の意思でオークションを続行し票のさらなる獲得を図るも、夢子の策略により会場の全員が1票で入札を止めるという事態に陥ったことで持ち票を全て失いオークションが終了した。
オークションの終了後に夢子の賭け狂いの精神と夢子の姉の言葉の意味を理解したことから、自身の一族の名を賭けた一度きりのコイントス勝負を夢子に挑むが、表裏を当てられずに敗北。しかし、彼女が前向きな生き方に目覚めたことで綺羅莉は彼女に再び一族の名を与えることを許し、以降は女性用の制服を身に付け女性らしく化粧をして学校生活を過ごしている。

### 賭ケグルイ双

#### 主要人物（双）
早乙女 芽亜里

花手毬 つづら（はなてまり つづら）
声 - 本泉莉奈 / 演 - 秋田汐梨
本編の解説役。私立百花王学園生徒、1年華組。早乙女芽亜里の幼馴染。
緩くウェーブのかかった長い黒髪とタレ目が特徴的な美少女。趣味は調理、編み物とピアノを弾く。私立百花王学園には中等部から在籍している。
裕福な実家の生まれであるが、他生徒に立ち向かう度胸や博才がなく、「家畜」になることを甘んじて受け入れていた。しかし、芽亜里の助力を得て「家畜」を返上し、彼女と行動を共にすることになる。
それ以降、芽亜里のことを密かに「王子様」と慕っているなど、百合属性を思わせる描写がある。また、世間知らずで異性に疎い面があり、後述するカップリングパーティーの「お泊り」の意味が理解できず、言われて初めて気づくという一幕もあった。
戸隠 雪見（とがくし ゆきみ）
声 - 大地葉 / 演 - 萩原みのり
本編のもう1人の解説役。私立百花王学園生徒の3年生。文芸部長。
黒縁眼鏡と後ろ髪の跳ねたボブカットが特徴的な美少女。1人称は「僕」。明朗快活な性格。第2図書準備室を部室としており、賭場としての活動もしていたが、「学園で最も人気のない賭場」だった。それゆえ賭場の使用料を払えず、生徒会から提案された早乙女芽亜里とのギャンブルに敗北し、賭場の使用権を取られる。しかし、部室としては使わせて欲しいと芽亜里に懇願し承諾を受ける。賭場の衣装としてメイド服を提案した。

#### 私立百花王学園生徒会（双）
聚楽 幸子（じゅらく さちこ）
声 - 甲斐田裕子 / 演 - 長井短
私立百花王学園生徒、3年生。生徒会役員、風紀委員長。
優雅に振る舞っている銀髪のクールビューティー。冷酷非情なサディスト。
自分の気に入った生徒を支配することを目的としており、現在は「佐渡みくら」という名前の女生徒に首輪をつけ、自分専属の「家畜」として使役している（首輪は公的な場では見えない場所につける）。また、最近では芽亜里のことを気に入り、「家畜」にしようと目論んでいる。
表情や仕草などから相手の嘘を見抜く能力に非常に長けている。その能力を発揮し、イカサマ無しで芽亜里とのギャンブルを制した。
壬生臣 葵（みぶおみ あおい）
声 - 山下誠一郎 / 演 - 佐野勇斗
私立百花王学園生徒、3年生。生徒会執行役員、会計。平安時代より1,000年以上も続く、日本有数の名家出身。
長身で爽やかな顔立ちをしたイケメン。掴みどころのない飄々とした性格。軽薄そうな雰囲気を醸しているが、芽亜里が仕掛けた巧妙なイカサマを容易く看破するなど、作中屈指の切れ者ぶりを見せている。
その手腕を買われ、1年生のころから生徒会会計を務めている。綺羅莉の生徒会長就任に大きく貢献したらしいが、その裏で生徒会長を潰すことを企んでおり、生徒会制度を潰すための秘密組織「善咲会（ぜんしょうかい）」の会長を務めている。
明るく人当たりのよい柔和な性格。「家畜」に対しても分け隔てなく交流を持ち、周囲からの人望は厚いが、その実態は敗者を容赦なく切り捨てる冷徹なリアリスト。許嫁である咲良との関係についても「利害による政略結婚」と割り切っており、彼女に対する愛情はない。
三春滝 咲良（みはるたき さくら）
声 - 高橋李依 / 演 - 生田絵梨花（元乃木坂46）
私立百花王学園生徒、3年生。生徒会役員、美化委員長、「善咲会」元役員。葵と同じく、日本有数の名家出身。
長い黒髪をポニーテールに結んだ古風な大和撫子。実直な性格であり、葵の右腕として「善咲会」の評議員を担ってきた。卓越した分析力を持ち、相手のイカサマを逆用するという手段を取り、芽亜里も1人では敵わなかった。
葵と初めて顔を合わせたのは中等部時代。それ以降、「葵にふさわしい存在」になるため研鑽を積んできたが、芽亜里たちに敗れて評議員をクビにされた。咲良本人は家同士の都合抜きで葵に惚れ込んでおり、彼の本意を知っても想いは失っていない。
初登場時はスレンダーだったが、再登場時はグラマーに描かれた。

#### 善咲会
久留米 くるみ（くるめ くるみ）
声 - 千本木彩花
私立百花王学園生徒、2年楼組。「善咲会」役員。カップリングパーティーにおける早乙女芽亜里のチームメイト。ギャルのような格好をしており、胸元に蝶のようなタトゥーを入れている。カップリングパーティーには特に目的を持って参加したわけではなく、彼氏狙いでもお金狙いでもいいと発言している。芽亜里たちのチームメンバーになり、2回戦に参加するための金を芽亜里たちに貸した。2回戦開始前に芽亜里がチームメンバー全員を疑っていることを察し、事前に立てた作戦を裏切るが、それも芽亜里は折り込み済みだった。
聚楽幸子とのギャンブルの際、資金の無くなった芽亜里に500万円を貸した。本人曰く、それは善咲会に入会してもらうためではなく、個人的感情だったという。また、返済を伸ばしてもらうことと引き換えに、文芸部への入部を要求する。
繚乱祭中の「決起」で、聚楽幸子に公式戦を申し込む。
下月売 奥理（しもつきうり おうり）
私立百花王学園生徒、1年華組。図書委員をしている。
中等部に特待生として入学して以来、成績優秀。見たものをそのまま記憶する「直観像記憶」を持っていることから、一度読んだ本や教科書の一言一句を正確に記憶している。おまけ漫画では日本国憲法の全段を暗唱してみせた。
壬生臣葵に誘われ、「善咲会」の役員となる。「善咲会」や壬生臣の理念に心から賛同しており、その入会の誘いを断る早乙女芽亜里を敵視している。
繚乱祭中の「決起」で、桃喰綺羅莉に公式戦としてこいこいでの勝負を申し込むが、惨敗を喫する。
嫗ヶ頭 直子（おうがとう なおこ）、嫗ヶ頭 傍子（おうがとう ほうこ）
私立百花王学園生徒、2年生。双子の姉妹で、直子が姉で、傍子が妹。姉妹共に「善咲会」役員。
自身の所属するソフトボール部の部室を賭場として活動している。姉妹同士で通じ合う「通し」のサインと、部活動で培われたサイン盗みの技術を持つ。
賭場の賭け代は金ではなく、「姉妹の友達になること」としているが、これは姉妹を最も優先する人材を確保するため。ひいてはそれを利用し壬生臣から「善咲会」会長の座を奪うことを目的としている。
繚乱祭中の「決起」で、西洞院百合子に公式戦を申し込む。
六条 恵音留（ろくじょう えねる）
私立百花王学園生徒、3年生。「善咲会」役員で写真部の部長を務めている。シミズという生徒を助手として側に置いている。
生徒会執行役員である壬生臣の命令で、「生徒会執行官」として文芸部の差し押さえを敢行しようとする。しかし、花手毬のことを被写体として気に入ったため、自身の目的のために「盗撮野球拳」のギャンブルを提案する。
繚乱祭中の「決起」で、夢見弖ユメミに公式戦を申し込む。
上下 凪（かみしも なぎ）
演 - 犬飼貴丈
私立百花王学園生徒、2年楼組。「善咲会」役員。奇策やイカサマを多用する傍ら、過去の行動を分析したうえで人の心理を読むことに長けている。やや自分本位であり、壬生臣の指示に背いて「繚乱祭」で営業妨害を目的に文芸部を訪れ、主催するギャンブルで大勝する。
伊吹 壮太郎（いぶき そうたろう）
演 - 遠藤史也
私立百花王学園生徒、2年楼組。「善咲会」役員。剣道部の部長を務めている。実家は大手ゼネコンだが、一時期家畜に落ちた際には己を高めるためという理由で実家を頼らなかった。先輩に絡まれていたところを上下に助けられ、「善咲会」に勧誘される。ギャンブルへの姿勢は、堅実。

#### その他の生徒（双）
愛浦 心（あいうら こころ）
声 - ファイルーズあい / 演 - 福本莉子
私立百花王学園生徒、1年華組。
カールのかかったツインテールが特徴。傲慢な性格で、特待生の早乙女芽亜里をハメるためギャンブルを持ちかけるが、結果は敗北。その後クラスメイト全員を抱き込んで、芽亜里の立場を陥れるギャンブルを仕掛けるが再び敗れる。挙句、クラス中から侮蔑されるようになり、周囲から孤立してしまう。
佐渡 みくら（さど みくら）
声 - 古賀葵 / 演 - 佐々木美玲（日向坂46）
私立百花王学園生徒、2年生。
聚楽幸子専用の「家畜」として使役されている。首輪をつけ常にそばにおり、聚楽の命令に従うことを何よりの快感としている。また、聚楽の校務の補佐としてカップリングパーティーのディーラーを務めたこともある。
聚楽が早乙女芽亜里に興味を持っていることに嫉妬しており、早く芽亜里を「家畜」とした後飽きて捨てられるということに期待している。その実、自らが飽きられているかもしれないということは一切考えにない。
乾 千歳（いぬい ちとせ）
声 - 牧野由依
私立百花王学園生徒、3年牡丹組。カップリングパーティーにおける早乙女芽亜里のチームメイト。過去に何度かカップリングパーティーに参加しているが、恋愛関係には至らなかった模様。カップリングパーティーで芽亜里のチームメンバーになるも、相手チームからの報酬目当てに裏切り、一度は彼女を負かす。しかし、手口を読んだ芽亜里によって非常に巧妙かつ不完全な対策を打たれたことで、読み切ることができず敗北した。
結 奏（むすび かなで）
声 - 福山潤
私立百花王学園生徒、2年生。大企業の御曹司だが、残念な容姿と高望みが災いし全くモテない。ゲームの「特典」を目当てに4人のイケメンな腰巾着と共にカップリングパーティーに参加した。乾千歳に報酬を渡すことを条件にカップル成立させるための策に協力した。花手毬つづらのことを気に入ってたが、1回戦でその策のために戸隠雪見とカップル成立する。2回戦で「お泊り」をかけて雪見が自分に告白すると千歳からリークされるが、早乙女芽亜里の策によりカップル不成立となった。1回戦の「特典」の食事は果たせたものの、その場で芽亜里から「移り気な性格がムカつく」と指摘される。
その後、芽亜里に好意を持ったようで、度々アプローチを試みている。
瑠璃鳥 撫子（るりちょう なでしこ）
私立百花王学園生徒、3年生。クラシック研究会会長。
高飛車な性格で、友達と呼べる人間はくるみしかいない。そのくるみからも「宣伝下手・浅慮・傲慢」という評価をされている。
ピアノのコンクールでつづらに負けたことがあり、腕に磨きをかけるため自宅練習用のスタンウェイのピアノを購入することを目指している。
富園 瑠璃（ふえん るり）
選挙管理委員を務める生徒。狼のようなパーカーを着ている。壬生臣葵と文芸部とのギャンブル「国盗り合戦」のディーラーおよび、それに付随する外馬ギャンブルの管理を務めた。

### 賭ケグルイ妄

#### 主要人物（妄）
生志摩 妄

濡羽 綾女（ぬれば あやめ）
私立百花王学園生徒。
学園におけるギャンブルで多額の借金を負ってしまい、絶望して屋上から飛び降りようとしたところに、生志摩妄に遭遇する（その場での自殺は結果的にやめた）。その後、妄の提案した勝てば借金が帳消しとなるギャンブルにおいて、覚悟が足りないクズと恫喝されたことから嗜虐性に目覚める。そのことを妄に気に入られ、美化委員会へ勝手に入会させられてしまう。

#### その他の生徒（妄）
鳳 那々（おおとり なな）
私立百花王学園生徒。
イカサマを使ったブラックジャックを仕掛けギャンブルに勝ち、綾女を含む対戦相手に借金を背負わせ、その返済のために売春を強要しようとしていた。しかし、生志摩妄の介入により彼女の提案したギャンブルを呑まざるを得なくなり、それに負けてしまったため、綾女の借金を帳消しにされてしまう。
さらに、妄が売春の斡旋を生徒会に報告した結果、鳳に対する借金をすべて生徒会が肩代わりし、売春斡旋ルートを破綻させられる。自棄になり綾女か妄のどちらかが死ぬようなギャンブルを強要させるが、綾女の機転により回避される。最終的に妄の情けにより、美化委員会に入会させられる。
羽々斬 直愛（はばきり なおえ）
私立百花王学園生徒、美化副委員長。
生志摩妄の奔放かつ放漫な態度に業を煮やし、話の流れから美化委員長の地位剥奪のために綾女をプレイヤーとしたギャンブルを仕掛ける。イカサマを仕掛けたうえでゲームを有利に進めていたが、最後に綾女の破滅的と思える行動により敗北。
本質的には妄の度量の深さを認めており、妄に対して恋心を抱いていることがモノローグで明かされている。
寺須美 栗霧（てらすみ くりむ）
私立百花王学園生徒、1年山茶花組。
構内の不良グループのリーダーをしている。グループメンバーの暴力によりギャンブルの負け分1,700万円を踏み倒してきた。その負け分を支払うことを賭けて濡羽にギャンブルを提案する。実銃を用いたロシアンルーレットにより相手の棄権を狙っていたが、妄と綾女が挑戦したことによりご破算。さらにイカサマにより誰にも危険がおよばないギャンブルだったことによる妄の激高に圧倒され、戦意を喪失する。

## 登場ギャンブル

### 『賭ケグルイ』のギャンブル
投票ジャンケン
早乙女芽亜里が蛇喰夢子に挑んだギャンブル、2人対戦用のカードゲーム。考案者は早乙女芽亜里。
クラスメイト30人に「グー・チョキ・パー」のいずれかを白紙のカードに書いてもらい、ゲームプレイヤーに見られないように投票箱へ投函する。そして、プレイヤーは投票箱から3枚のカードを取り出し、対峙し合うという形式。
それ以外は通常ルールと変わらず、出したカードがあいこなら再度ジャンケン、そして3枚目もあいこなら引き分けで再試合という仕組み。また、プレイヤーが引いた3枚のカードに「グー・チョキ・パー」の3種が出揃うとは限らない。こうした運否天賦による「不平等」も、このゲームの特色の1つ。
作中では、チップレートは1枚につき、1万円であった。
ダブル神経衰弱
皇伊月が蛇喰夢子に挑んだギャンブル、2人対戦用のカードゲーム。同じデッキのトランプを2つ同時に使用する、変則型の神経衰弱。考案者は皇伊月。
通常ルールと異なり、「マーク」「数字」の双方が合致しなければ、1ペアと認められない。1ペア揃えた場合、もう一度引ける。カードの総計は104枚のため、過半数である54枚（27ペア）のカードを先に取ったプレイヤーが勝利する。
このゲームの通常の必勝法は、103分の1の確率で運によって当たりを導き出すか、カードの配置を記憶することにある。
作中では、チップレートは1枚につき、100万円であった。
生か死か
早乙女芽亜里と蛇喰夢子が西洞院百合子に挑んだギャンブル、伝統文化研究会が実施している、ルーレットゲームと丁半博打を組み合わせたゲーム。考案者は西洞院百合子。
壺振りが剣を模したコマ10本を壺に入れ、ルーレット盤に振り下ろす。そして、盤上にある番号の割り当てられた30箇所の穴、そのいずれかに刺さったかどうかを予想するという構図。
当ゲームにおける最大の特徴としては、剣が上向きに刺さった場合は「生」として倍率が30倍になり、下向きに刺さった場合は「死」として倍率がマイナス30倍となる点にある。
掛金チップは、ゲーム前に両プレイヤーの合意で決定される。掛金チップは、「生」になれば自分のものになるが、「死」や「外れ」の場合は、相手に渡る。なお、両プレイヤーとも外れの場合、差し引きゼロで掛金の移動は起こらない。
いずれかのプレイヤーのチップが無くなった時点で決着となり、敗者は勝者に差額分の金額を支払う。
2枚インディアンポーカー
生徒会が実施する債務整理大集会で行われた。木渡潤、蕾菜々美、蛇喰夢子と早乙女芽亜里、4人対戦用のトランプゲーム。考案者は五十嵐清華。
プレイヤーはゲーム前にチップを10枚受け取る。チップ1枚分の価値は、そのプレイヤーが生徒会へ申告した借金額を10で割ったものである（申告額が100万円なら、チップ1枚の価値は10万円）。対戦によって他のプレイヤーにチップが移動してもチップの価値は変わらず、1枚当たり元々持っていたプレイヤーの借金申告額の10分の1で固定である。
生徒会が任意で選んだ4人で対戦を行う。ジョーカーと絵札を除いた40枚のトランプを使用。ディーラーから2枚のトランプが配布され、1枚目は自分のみが見る。2枚目は自分では見ずに、ほかのプレイヤーの方へ開示する。この2枚のカードで出来る役が強いかで勝敗を決する。役は「ペア（同じ数字が揃う）」「マーク（同じマークが揃う）」「ブタ（数字もマークも揃わない）」の順で強く、同じ役ができた場合は数字の合計が多い方が勝ちとなる。カードのチェンジは不可。
ポーカーと同様にベット・コール・フォールド・レイズを行うことができる。1ゲームで賭けられるチップは最大5枚まで。さらに、参加者全員が1ゲームごとに参加料として自分のチップを1枚支払わなければならない（自分のチップが手元にない場合は、ほかのプレイヤーのチップで支払う）。
全10ゲームを行い、最終的なチップの獲得額により順位を競う（枚数は関係なし）。1位となったプレイヤーは、申告した借金額が最も少ないプレイヤーの借金額と同額となるよう、自身の借金を生徒会から代理返済される。以下、2位が2番目に低い借金額、3位が3番目に低い借金額となり、4位のプレイヤーは最も高い借金額を背負わされることとなる。借金額が増えた場合は、差額を生徒会への借金として背負う。なお、申告した借金額が一番少ないプレイヤーがゲームで1位となった場合、その借金は免除され、全額が生徒会から返済される。
説明段階で早々にイカサマは不問かつ生徒会は不介入が宣言されており、これはすなわち自己申告の段階で嘘をついていようが、生徒会からは何も言ってこないということである。本来の借金より申告額が多かった場合、順位が上位なら本来の借金との差額が任意の人物へと小切手として渡される。たとえ、その額が億単位だろうと例外はない。これは、生徒間で発生した借金を全て生徒会に集め、学内に多くいる子息・令嬢たちの手綱を握る目的が主であるため。
ESPゲーム
生志摩妄が蛇喰夢子に挑んだギャンブル、カードゲームとロシアンルーレットの複合ゲーム。考案者は生志摩妄。
プレイヤーとディーラーとで違う密室に分かれる。2つの部屋の様子はカメラとモニターを介して中継される。プレイヤー側からはディーラーの手元しか見えないが、ディーラー側からはプレイヤーの部屋全体を見ることができる。
まず、それぞれのプレイヤーは6弾入るリボルバー銃を各自貰い、好きなだけ銃弾を装填する（全く弾を込めなくてもかまわない）。その後、互いの銃を同じ箱に入れる。それぞれの銃は同じもので、外見上区別できない。
ディーラーとプレイヤーには5枚のESPカードが配布されている（マークは丸・四角・星・十字・波）。ディーラーは5枚のカードを任意の順序で裏向きに並べる。プレイヤーはその様子をモニターで確認した後、それぞれ同様に裏向きで5枚のカードを並べる。
ディーラーがカードを開示した後、プレイヤーのカードを開示する。並べた位置が一致したカードの枚数が多い方が勝ちとなり、一致した枚数の差が勝ち点となる。
勝ったプレイヤーは箱から銃を一つ取り出し、勝ち点の数だけ相手に向けて引き金を引く。一致したカードが同数だったとき、銃弾が出なかったとき、銃弾が出ても相手に当たらなかったときは銃弾を込めるところからゲームをやり直す。1発でも銃弾を受けた方がゲームの敗者となる。
本来は勝敗が決まるまでゲームを繰り返すルールだが、本編では蛇喰夢子と生志摩妄の間で交わされた提案・交渉により、「最大3セットまで」「銃弾が出ても当たらなかった場合は、外した分だけ相手が引き金を引く」というルールが追加された。
一流アイドル決定戦 「バトっていいとも!」
夢見弖ユメミが蛇喰夢子に挑んだギャンブル。考案者は夢見弖ユメミ。
ユメミの学内ライブの後に開催。もともとテレビ用の企画だった物をユメミが流用した。
プレイヤーは予め用意された9つのゲームに挑戦する。各ゲームの勝者は、3×3のマスに1つ自分のマークを付けることができる。○×ゲームのように、先に縦・横・斜めのいずれか1列に自分のマークを揃えたプレイヤーが最終勝者となる。
ゲームの種類は、ダイスを交互に振って決める。劇中で登場したゲームは以下。なお、夢見弖ユメミは（ごく一部の例外を除けば）この全てにおいて満点で勝利することが可能とのこと。
心肺機能チェック
肺活量の多さを競う。
アイドルソングイントロクイズ
観客が選んだ曲のイントロを流し、何の曲か当てた方が勝者となる。
ガチンコ歌唱力対決!
ダイスで選んだ観客のスマートフォンに歌唱採点アプリをダウンロードする。予め指定した曲を歌い、採点結果の良い方が勝者となる。ユメミは自身の曲「純愛ポーカー」、蛇喰夢子は「仰げば尊し」を歌った。
利きファン!
ダイスで指定した観客の誕生月を当てる。双方外れた場合は、誕生月がより近かった方が勝者となる。
当初の計画では、会場全員を夢見弖のファンで埋め尽くし、事前に収集してあった個人情報を完全に記憶することで必勝とする予定だったが、鈴井涼太たち3人が紛れ込んでいたために9つの勝負で唯一必勝ではなくなってしまった。
ポーカーフェイスを保て!
からし入りのものが含まれたたこ焼きを食べ、それを悟られた方が敗北となる。
極限ババ抜き
1枚のジョーカーと2枚のエースを用いたババ抜き。先にAのペアをそろえた方が勝者となる。

選択（チョイス）ポーカー
蛇喰夢子が豆生田楓に挑んだギャンブル、ポーカーとハイ&ローを組み合わせた、2人対戦用のカードゲーム。考案者は桃喰綺羅莉。
チップは1枚につき1,000万円という超高レートギャンブルで、「公式戦」のため青天井。使用するカードはジョーカーを1枚含めた53枚。役の内容や強弱は通常のポーカーと同じで、ジョーカーは必ず最も強い役が成立するようにワイルドカードとして扱う。
1回のカードチェンジ後、初回の枚数を決める「ベット」とそこからさらにチップを積む「レイズ」のみ行える。そこで、より多くの枚数を積んだプレイヤーに「強い順」か「弱い順」かを決める権利が与えられる。その後、お互いのカードを開いて「強い順」が選ばれていた場合は通常のポーカーと同様に強い役を持っているプレイヤーの勝利、「弱い順」が選ばれていた場合は逆に弱い役を持っているプレイヤーの勝利となる。
「弱い順」であれば、よりブタに近い手札の方が強いことになるため、カードが貧弱であってもチップの多寡によって有利・不利をコントロールできる。
なお、手持ちのチップが切れても支払える範囲でのチップを後から追加することは可能。その場で現金を用意できなくても、本人の財力で融通できることが認められれば許容される。
扉の塔
五十嵐清華が蛇喰夢子に挑んだギャンブル。このギャンブルのためだけに桃喰綺羅莉が学内に建設した塔で行われた。考案者は桃喰綺羅莉。
塔は円柱状の5階建てとなっており、5階をスタート地点としてゲームを始める。1階まで降りたうえで再び5階に戻ってくるまでの速さを競う。
階層移動の方法は、各階に設置された2本の梯子と、1階と5階を直接つなぐ中階段の2つがある。梯子や階段の入り口、さらに各階の側面6か所にはモニター付きの扉が設置されている。ただし、側面のドアを開いた先はただ外に繋がっているだけで、そこから1階を目指すのは困難を極める。モニターには数字で答えられる問題が表示され、正しく解答できれば扉は自動的に開く。
各プレイヤーは、交互に扉を選択・問題の解答・階層移動までを行う。制限時間は5分間であり、それを過ぎてしまうと扉は自動的に閉まる。
1階まで降りた証拠として、1階の中階段脇に飾られたユリの花を5階まで先に持ってきたプレイヤーの勝利。故意に花を隠すなどの妨害行為は禁止。
指切りギロチン
蟲喰恵利美が蛇喰夢子に挑んだギャンブル、いつも持ち歩いている拷問器具を用いたゲーム。偶然賭場にいた生志摩妄と3人で行うこととなる。考案者は蟲喰恵利美。
ギロチン台にプレイヤー全員の指を1本ずつ入れた後、20本ある紐をハサミで各プレイヤー順番に1本ずつ切っていく。1本だけはギロチンの刃に繋がっており、切ると刃が落ちてくる。ギロチンの落下は勝敗には関係なく、早く指を抜いたものが負けというもので、ギロチンで指が落ちる覚悟があるのかという度胸が試される。
しかし、実際はギロチンと指の間に安全用の鉄板が仕組まれており、恵利美がそれを知らずに恐怖におびえる相手の様子を楽しむためのものであった。
ニム零式
蛇喰夢子、鈴井涼太、陰喰三欲と陽喰三理が選挙戦で使用したギャンブル。「0」「1」「2」「3」が書かれたカード各10枚ずつ、計40枚を使って行うギャンブル。考案者は黄泉月るな。
最初にプレイヤーに4枚ずつ手札を配る。手札の確認後、何票賭けるかをベッティングし、全員が同意した時点でそのラウンドでベットされる票数が決定する。フォールドすることも可能。さらに票の借金を申し出ることで自分の持っている票以上のベットをすることも認められている。フォールドしなかったプレイヤーで手札を順に1枚ずつ場に出していく。場のカードの数字の和が10以上になった時点で終了、最後にカードを出した者が負けとなる。敗者は最初にベッティングした数の票を場に支払い、他のプレイヤーに分配する。端数は切り捨てとなる模様。これを3回繰り返す。
劇中では三欲・三理により、「敗者は毒を塗布した剣山に指を刺す」というルールが追加された。また、ディーラーのるなは「ギルブレス・シャッフル」という特殊なシャッフルを行うことで、数字の偏りを解消した。
選択左か右か
桃喰リリカが早乙女芽亜里に持ちかけたギャンブル。どちらの手にチップ（票）が在るかを当てるというシンプルなもの。考案者は桃喰リリカ。
芽亜里が外れた場合にはリリカが芽亜里から1票貰い、当てた場合にはリリカが芽亜里に100票与えるという条件での提案だった。
一旦は芽亜里に勝負を断られるが、鈴井から呼び出され急遽陰喰・陽喰姉妹と対戦することになった芽亜里は、その軍資金（チップ）獲得のため勝負を受けた。
ファンクラブ限定緊急じゃんけん大会
夢見弖ユメミが選挙戦でファンを相手に行ったじゃんけんゲーム。考案者は夢見弖ユメミ。
賭けるのは1人1票、勝てば1票プラス。負けた者は残念賞で、ユメミと一緒にチェキを撮ることが出来る。
公共財ゲーム
蛇喰夢子、皇伊月、尾喰茨、骨喰ミラスラーヴァと豆生田楓が選挙戦で使用したギャンブル。ゲーム理論における公共財へのフリーライダーに対するアプローチをアイデアとして用いた、5人対戦用の賭博ゲーム。考案者は宇留瑠美亜。
まず参加者は銀貨を5枚ずつ受け取る。次に1人ずつ別室へ移動し、全員が銀貨を入れられる「税金BOX」か本人のみ銀貨を入れられる「私財BOX」に5枚の銀貨を自由に配分して入れることができる。それぞれのBOXは中が見えないため、どちらにどれだけ入れたかを他の参加者が知ることはできない。銀貨は一度部屋に入ったら持ち出せないため、必ず消費して部屋を出なければならない。全員が入れ終わったらディーラーが銀貨を次のように分配する。
・「私財BOX」に入れられた銀貨は、入れた者の私財となる。
・「税金BOX」に入れられた銀貨は、枚数を2倍にした上で全員に私財として等分する（「税金BOX」に銀貨を入れていない者にも配分される）。
ここまでの流れを1ターンとし、これを5ターン行う。5ターン目終了時に私財を40枚以上持っている者には、その枚数に応じて1位から順に選挙票100票、30票、3票が定楽乃から与えられる（4位以下は0票）。ただし、私財が40枚に満たなかった者は定楽乃に100票与える。
また、プレイヤーはターン開始前に「合議」を開き、3名以上の賛成があった場合1度だけ、1人のプレイヤーをギャンブルから追放することが出来る。追放されたプレイヤーはギャンブルから除外され、私財も全て没収となる。
ACTIVE STATION（Aステ）
ユメミ、夢子、和楽喰による選挙戦として行われた、イベント式ギャンブル。モチーフはミュージックステーション。演技力を必要とする3つのギャンブルを行う。
生歌唱対決
夢子とユメミが提案したギャンブル。それぞれが歌唱を披露し、審査員である観客の得票数が多い方が勝ちというシンプルなもの。勝利チームは30票獲得できる。夢子とユメミはユメミが作詞作曲した「ツーペアの乙女」、和楽喰は「アメイジング・グレイス」を歌った。
やせがまんデスマカロン
和楽喰が提案したギャンブル。勝利チームは30票獲得できる。
双方が3つのマカロンを順に食べる。その中には1つずつ激辛マカロン（デスマカロン）が含まれており、相手が食べたどのマカロンがデスマカロンかを当てる。より少ない回数で当てたチームが勝ち。
スワサント・トロワ
黄泉月が提案したギャンブル。勝利チームは100票獲得できる。
ジョーカーを除いたトランプ52枚を山札とし、プレイヤーはまず山札から1枚カードを引き、自分だけが確認する。数字はそのまま扱い、絵札は10として扱う。
確認したらカードを読み上げ場に置く（この時、嘘を吐くのも可）。これを順番に繰り返し、場の合計値が「63」を超えないようにする。
自分の番で63にギリギリ近づいたと判断したら「パス」を宣言し、ゲーム終了。以降はカードを置けない。こうして1人ずつ抜けていき、最後の一人になった時点で場の札を開示。真の合計値が63以下なら最後に残った一人が勝ち、63を超えていたら最後に残った一人のみが負け。
戦争
桃喰リリカ、尾喰凛、尾喰茨と、芽亜里のクラスメイトである杏子、有架、美鳥の6人で行われたギャンブル。考案者は尾喰凛。
各プレイヤーはそれぞれ、「攻撃」か「守備」かを選択する。「攻撃」の場合は自分以外のプレイヤーを何人選んでも問題ない。「守備」を選んだらコストとしてマイナス5点となり、他のプレイヤーに1点ずつ加算される。全てのプレイヤーの選択が終わったら結果を開示する。
また、選択とは別に、他プレイヤーに「要請」を送ることができる。受け取ったプレイヤーは「要請」を受けるかを返信することができるが、「要請」に従わなかったとしてもペナルティは無い。
「攻撃」を選択しているプレイヤーに「攻撃」していた場合、「攻撃」したプレイヤーに10点を加算、「攻撃」されたプレイヤーは10点減点となる。「守備」を選択しているプレイヤーに「攻撃」していた場合、「守備」したプレイヤーに10点を加算、「攻撃」したプレイヤーは10点減点となる。
誰かがギブアップするか、10ターンの経過でゲーム終了となる。マイナス分の支払いは、1点＝1票・1スカムコイン・1000万円のいずれかで計算する。
じゃんけんポーカー
五十嵐清華が主催した「大集約」で行われたギャンブル。蛇喰夢子・早乙女芽亜里・生志摩妄・西洞院百合子・夢見弖ユメミ・蟲喰恵利美・陰喰三欲・尾喰茨によるトーナメント戦。等々喰定楽乃の提案により、ギャンブルの様子は全校に生中継されている。
使用するのは「グー」「チョキ」「パー」の絵が描かれたカード（各種21枚ずつ）。パッケージに「世界に一つだけ」と書かれており、「大集約」においては全ての対戦で同じカードセットを使用する。
まず2人のプレイヤーに5枚ずつカードを配る。1回のチェンジの後、「頭（ヘッド）」と呼ばれるカードを1枚場に伏せる。その後各プレイヤーが「強制参加費（ブラインド）」を支払った後、ベッティングを通常のポーカーと同様に行う。ベット額が決まったらまず「頭」を開き、通常のじゃんけんのルールで勝った方が勝利。あいこだった場合は残りの手札を開き、「頭」と同じカードをより多く所持していた方が勝利となる。これを5回繰り返し、終了時により多くの票を所持していたプレイヤーが最終勝者となる。途中でどちらかの所持する票が尽きた場合はその時点で終了となる。
「強制参加費」は1回目は10票、2回目は20票、3回目は40票、4回目は80票、5回目は160票。
なお、チェンジでカードを捨てる際、カードの向きは表向きでも裏向きでもかまわない。
運命のタロットカード
テレビアニメ版オリジナルのギャンブル。第12話（最終話）にて、蛇喰夢子が桃喰綺羅莉に提案した。タロットカードを使用する。考案者は桃喰綺羅莉。
まずタロットカードの大アルカナ22枚を円形に並べる、3人がそれぞれ一枚ずつカードを引く（蛇喰夢子の選択を「現在」、桃喰綺羅莉の選択を「過去」、鈴井涼太の選択を「未来」とした）。
カードの番号を点数とし、3枚のカードの点数を合計する。
その際、カードが正位置ならプラス、逆位置ならマイナスとして数える。
3枚の合計値の正負によって勝敗を決める（作中では正なら夢子、負なら綺羅莉の勝ち、0なら引き分けという設定だった）。
なお、愚者のカードが出た場合、他のカードの点数に関係なく、愚者の位置方向で勝敗を決める。
100票オークション
テレビアニメ版2期オリジナルのギャンブル。生徒会選挙の票を使用する。考案者は×喰零。
オークショニアを含めて同じ会場内で互いの姿が確認できることがオークション続行の条件であり、オークショニアも票の入札が可能。票の出品者は原則匿名。また、ルールの変更は参加者全員が合意すれば認められる。他の入札者との談合行為は禁止となっている。
オークショニアの司会の下で1票から入札がスタートし、入札者は手元のタブレットに入札票数を入力して入札していき、誰も他の入札者が現れなくなった時点で落札となる。ただし、一度に出品される票数は100票であり、入札に使用された票は全てオークショニアに支払われる。
オークショニアの出品票が全てなくなった時点でオークションは終了となる。
コイントス
テレビアニメ版2期オリジナルのギャンブル。考案者は桃喰リリカ。
一族の名を得るか捨てるかを賭け、トスされたコインの表裏を当てるもの。

### 『賭ケグルイ双』のギャンブル
時短大富豪
愛浦心が早乙女芽亜里に挑んだギャンブル、2人対戦用のカードゲーム。考案者は愛浦心。
基本的なルールは通常の大富豪と同じ（3が最弱、A・2・ジョーカーの順に強い）。ただしローカルルールとして、3は唯一ジョーカーに勝つ札として出すことができる。
配る手札は5枚。カードは1枚ずつ出さなければならない（ペア・階段など2枚以上出すのは禁止）。先に手札が無くなった方が富豪・負けた方が貧民となる。2ゲーム目以降は、手札配布後富豪の最弱カードと貧民の最強カードを入れ変えた後、貧民の先攻でゲームを始める。
賭け金は本編では1ゲームずつ双方の合意の下で決定。貧民で勝利した場合は、賭け金の2倍の金額を受け取ることができる。
スリーヒットダイス
第2図書準備室の賭場使用権を賭けて、聚楽幸子が早乙女芽亜里と戸隠雪見に提案したギャンブル。考案者は聚楽幸子。
プレイヤーは6面サイコロの連続する3つの出目を予想する。1・2・3の出目を「D (DOWN) 」、4・5・6の出目を「U (UP) 」として扱う。各プレイヤーは三つのアルファベットをカードに書き、ディーラーに渡す。
ディーラーがカードを確認して後、どちらかの連続した出目が出るまでダイスを振る。先に予想した3つの出目が出た方が勝者となる。
例えば、Aの予想が「UDD」、Bの予想が「DUD」、サイコロの出目が「2、4、5、3、1」であった時、3投目から5投目までで「UDD」が成立するため、Aの勝利となる。
魔法のダイスゲーム
第2図書準備室の新賭場開催用のギャンブル。考案者は早乙女芽亜里。
黒・白・赤の3種類のダイスを用意し、客が好きなダイスを選ぶ。その後ディーラーが残ったダイスの片方を選択する。それぞれ振り、出目の大きかった方が勝者となる。客が勝った場合は賭け金が2倍となり帰ってくるが、ディーラーが勝った場合はディーラーが賭け金を受け取る。
ダイスの出目は、黒が「3・4・8」が2面ずつ、白が「1・5・9」が2面ずつ、赤が「2・6・7」が2面ずつとなっている。
キャンペーン期間のため、1人1日3回まで。
実写ドラマ版ではギャンブル名が「メイドinダイス」に変わっており、メイド姿になった芽亜里、つづら、雪見の3人のうち一人が挑戦者と対決する形式となっている。
カップリングパーティー
50回もの開催数を誇るギャンブルパーティー。参加者数は延べ5,000人以上となっている人気イベント、賭け金は100万円。
早乙女芽亜里、花手毬つづら、戸隠雪見、乾千歳と久留米くるみ、男女それぞれ5人で1テーブルを囲み、お互いに一度だけ「意中の相手」を選択する（あくまでゲームとして）。まず、男性側にその人物からの告白を受け入れるか受けないかをカードに記入する（複数の人物の告白を受け入れるのは不可）。ディーラーが男性のカードを回収後、女性が誰に告白するかカードに記入したうえで告白を行う。女性の告白先の男性が告白を受け入れていた場合、カップル成立となる。これを5人分繰り返し、最後にディーラーから成立したカップルが発表される。なお、告白先の選択は事前に記入したオーダーシートの番号で管理される。
カップルが成立した場合は、男性側の勝利となり、その男性を選択した女性全員が男性に賭け金を支払う。カップルが成立しなかった男性は敗北となり、女性に賭け金を支払う。男性が支払う場合、男性が選択した相手に支払うのか女性が選択した相手から支払われるのかは不明。
男性側はより多く得られる可能性がある代わりに勝率が2割と些か不利であるのに加え、婚活パーティには女性が集まりにくいという理由から、電話番号・食事・1日デート・お泊りのいずれかを敗北時の代償として約束することで、賭け金を大幅に減額できる（割合はそれぞれ1/2、1/3、1/4、1/10）。なお、これは敗北時のペナルティであるので勝利すれば履行する必要はなく、男性側から権利を放棄することも可能な様子。
告白もカップル成立もあくまでゲームの内容というだけで強制力はない。なので、カップル成立しようがしまいが納得しなければ直後に開催される延長戦に挑むことも可能（ただし、賭け金は倍となる）。
同好会棟の宝探し
早乙女芽亜里が「善咲会」入会資格を賭けて三春滝咲良と行ったギャンブル。ディーラーは聚楽幸子。
芽亜里、花手毬つづらと戸隠雪見が三春滝咲良に挑んだ捜索ゲーム、幸子が同好会棟内部のどこかに隠した「宝」を最初に見つけた方が勝利。各プレイヤーには「宝の地図」と称した紙が配布される。また、同好会棟の各部屋にも本来の「宝」とは別に、地図を読み解くためのヒントが入った宝箱が設置されている。
テストバトルゲーム
愛浦心が定期試験後に行ったギャンブル、参加者は1年華組のクラス全員。考案者は愛浦心。
ディーラーの立ち合いの元、1対1のトーナメント方式で行う。プレイヤーは最初に「出席番号カード」を引いた後、好きな科目を一つ選ぶ。その出席番号の生徒のテスト結果がそのまま得点となり、より高い得点だった方が勝利。これを繰り返していき、最後まで勝ち残った1人が最終勝者となる。
参加費は1万円で、最終勝者が合計30万円の賞金を獲得できる。さらに副賞として、1年華組の学級委員に就任することが義務付けられる。
ダウトポーカー
早乙女芽亜里が賭場再開の際に考案した、ダウトとポーカーの複合ゲーム。
ベット・コール・フォールド・レイズは通常のクローズド・ポーカーと同様。カードチェンジは1回。
フォールドしなかったプレイヤーは、自らの手札の役を宣言する。この際、実際の手役とは違う役を宣言してもかまわない。
全員の宣言が終了したら、親から時計回りに「ダウト」をするかどうかの選択に移る。賭け金と同じ金額を場に支払うことにより、特定のプレイヤーの手札を開示することができる。全員の「ダウト」の選択が終了したら、勝敗の決定に移る。
「ダウト」されなかったプレイヤーは最初の宣言通りの役となり、手札の開示もする必要はない。「ダウト」されたプレイヤーは開示した手札の役となる。ただし、開示した手札の役が宣言と違っていた場合は「役無し」となり、手札にかかわらず敗北となる。これを比較し、最も良い役だったプレイヤーの勝利となり、場の賭け金をすべて受け取ることができる。
隠された掟ゲーム
嫗ヶ頭姉妹が、早乙女芽亜里・佐渡みくら・下月売奥理に提案したギャンブル。考案者は嫗ヶ頭姉妹。
各プレイヤーにトランプの1デッキ分を配布する。親となったプレイヤーは、トランプの出し方のルールが書かれた「掟カード」全50枚から3枚を引き、その中から1枚を選ぶ。そのカードがこのラウンドでの「掟」となる。
その後、親から順にそれぞれデッキから1枚トランプを選び、場に出す。親は出されたカードに対して、「掟」と合致していれば「合致（クリア）」、そうでなければ「合致せず（ノンクリア）」を宣言する。子は「合致」のカードを出したら1点を獲得、「合致せず」の場合は得点は得られず、「掟」の判定からも除外される。親は「合致」「合致せず」にかかわらず、トランプが1枚場に出されるたびに1点を獲得する。
子は手番にかかわらず、各プレイヤー1ラウンド中1回だけ「暴露」を宣言できる。このラウンドの「掟」の内容を宣言し、当たっていれば10点を獲得。間違ってもペナルティはない。「暴露」が当たった段階でラウンドは終了、親を交代し次ラウンドに移行する。ただし、手番が2周した段階で誰も「掟」を当てられなかった場合、親はそのラウンドの得点を没収されたうえで、-10点のペナルティを受ける。これを10ラウンド行ったうえでの得失点差が最終順位となる。
盗撮野球拳
六条恵音留が花手毬と戸隠に提案したギャンブル。
2人1組となり、「撮影者（カメラマン）」と「被写体（モデル）」をそれぞれ担当する。
最初に各チームそれぞれ被写体が移動する「家」に部屋の配置を行う。四方をドアとした「リビング」を中央とし、2方をドアとした4部屋と扉のない4部屋を3×3のマスに自由に配置する。各部屋には名前が振られているが、ゲーム上関係があるのはスタート地点となる「玄関」のみである。ドアの描かれていない壁は通行することができない。ドアの開閉状況は写真部のブースに設営された実際の「家」にも反映される。
各チームの被写体は自チームの設定した「玄関」からスタート。被写体は着衣から1回脱衣をする（靴・靴下は両足で1回・装飾品は不可）。脱衣が出来なかった場合は敗北となる。その後、被写体はタブレット上でダイスを振り、出た目の数だけ部屋を移動する。出目は参加者全員に公開される。もともといた部屋に戻ってくることは不可。
撮影者はその後、相手チームの「家」の中の部屋を1つ指定し、その部屋に置かれたカメラを起動させる。この部屋の指定は「1〜9」の番号で指定する。このとき、被写体がいる部屋を指定してしまった場合、盗撮が被写体に気付かれたということで撮影者のいるチームは敗北となる。
その後、「盗撮タイム」としてこれまでに起動したカメラが一斉に撮影を行う。このとき被写体がすでにカメラ起動済みの部屋にいた場合、盗撮成功で被写体のいるチームは敗北となる。
ここまでを1ターンとし、敗北チームが確定するまで繰り返す。
聴重千金
瑠璃鳥撫子が芽亜里に提案したギャンブル。
自分の手番になったら、1円玉300枚・50円玉300枚の入った箱の中から、好きな枚数の硬貨を取り自分の貯金箱に入れる。入れるのは相手が「どうぞ」と言ってから10秒以内。硬貨を入れる音を消すために物音を立てることは禁止。その後、貯金箱を上皿天秤に乗せる。
貯金箱が天秤に乗せられたタイミングで、両者は「2つの貯金箱に入っている硬貨の合計枚数」を解答することができる（先攻の初回は両者とも解答権はない）。解答成立後、お互いの貯金箱の中身を確認する。解答が正解なら賭け金の5倍を相手から受け取り、不正解なら賭け金の1倍を相手に支払う。
5回の往復の後で解答がなかった場合は流れとなる。
リトル・マックス
繚乱祭で文芸部が開いたギャンブル。考案者はつづらと雪見。
自分の手番になったら、カップの中で6面ダイスを2個振り、自分だけが出目を確認する。その後カップを次のプレイヤーに回し、出目を宣言する。このとき、実際に出た出目と違う出目を宣言してもかまわない。
カップが回ってきたプレイヤーは「ダウト」を宣言することができる。その場合出目を確認し、宣言した出目と違っていたら前のプレイヤーはゲームから脱落する。ただし、宣言した出目と一致していたら、ダウトしたプレイヤーがゲームから脱落する。「ダウト」しない場合はダイスを振り直し、カップを次のプレイヤーに回して出目を宣言する。ただしこのとき宣言するのは前の人が宣言した出目よりも強くなければならない（出目の強さについては後述）。
出目は「リトル・マックス（「2・1」の組み合わせ）」「ペア（ダイスの数字が揃う）」「ブタ（リトル・マックス以外でダイスの数字が揃わない）」の順で強い。ブタ同士の強弱は高い方の出目で比較する（例えば「4・3」と「5・1」であれば「5・1」の方が強い）。
最後まで脱落しなかったプレイヤーが最終勝者となる。
フルカウント・ブラックジャック
早乙女芽亜里と上下凪が対決したギャンブル。賭け代は「決起への不参加」と「早乙女芽亜里の身柄」。考案者は聚楽幸子。
各プレイヤーに「A〜K」のトランプ13枚と、チップを5枚受け取る。準備段階で、3分間の間に2枚もしくは3枚の役を5組作る（枚数が相手にわからないよう、2枚の役には白紙のカードを1枚つける）。カードの扱いや役の強さはブラックジャックに準じ、「A」は1か11、「J・Q・K」は10として扱う。役の強さは「ナチュラルBJ（Aと10〜K）」が最も強く、それ以外はカードの合計が21に近い方が強い。
5つの役を各プレイヤーの任意の順で出し、各ゲームに対してベッティングを行う。最低ベットは1枚。どちらかがフォールドした場合、役を開示する必要はない。5回の勝負を終えたときに多くチップを所持していた方が勝者となる。
限界ダイス
三春滝咲良と伊吹壮太郎が対決したギャンブル。賭け代は「文芸部から手を引くこと」と「美化委員長の地位」。考案者は聚楽幸子。
各プレイヤーは、同時にダイスを振る（相手の出目は確認できない）。出目が「1〜5」の場合は1点を加点する。「6」が出た場合は、それまでの点数に関係なく得点は0点で確定し、以後得点は増えない。ただし、相手にプレッシャーを与えるためにダイスを振り続けることは可能。プレイヤーは好きなタイミングで「ストップ」を宣言することができ、両者が「ストップ」した時点で得点の高い方が勝者となる。
このギャンブルに関しては、ディーラーの幸子とみくらがイカサマを発見した時点でイカサマをしたプレイヤーは敗北というルールが急遽追加された。
実写ドラマ版では、早乙女芽亜里が『同好会棟の宝探し』に続いて「善咲会」入会資格と自身の身柄を賭けて三春滝咲良と行ったギャンブル（ディーラーは壬生臣葵）となっており、開始直後に芽亜里はイカサマをしようとしたのが咲良にバレたものの、葵から「もう一度イカサマをしたら強制的に敗北とする」と指摘された上でゲーム続行を認められた。
国盗り合戦
壬生臣葵が文芸部に対して提案したギャンブル。考案者は壬生臣葵。
トランプ1デッキを使用する数字比べ。各プレイヤーに手札として5枚のカードを配る。その後、各プレイヤーの場に3枚のカードを表向きに配置する。プレイヤーは順番に手札から1枚のカードを自分の場の列のいずれかに裏向きで配置する。3枚目以降を同じ列に配置した場合、最後尾に置いたカード以外を表向きにしなければならない。
各プレイヤーが5枚の手札を置ききったら、全てのカードを開示する。向かい合う列のカードの合計数が多い方が勝利となり、3列のうち2列以上勝利しているプレイヤーがそのラウンドの勝者となる。カードの合計は数字の通りに計算するが、「A」のみ「1として扱う」か「相手の列の絵札（J〜K）1枚と相殺し、互いを0として扱う」かを選択することができる。3ラウンドを行い、勝利したラウンドが多い方が最終勝者となる。
このギャンブルに関しては、壬生臣の提案によりイカサマを相手か選挙管理委員が発見した時点で、そのイカサマを中止させることができるというルールが追加された。

### 『賭ケグルイ妄』のギャンブル
ハンド・ナイフ・トリック
生志摩妄が濡羽綾女と鳳那々に提案したギャンブル。
妄の左手の間を親指の付け根→人差し指の付け根→親指の付け根→中指の付け根→親指の付け根→……と順にコンパスで突いていく。1分間のうちにより多くの回数を突いた方が勝利。
なお、ルール説明時に「コンパスが妄の手に刺さってはならない」という言及はないため、純粋に速さのみがゲームの勝敗を左右することになる。
カード当て
羽々斬直愛が生志摩妄と濡羽綾女に提案したギャンブル。
「○」が書かれたカード1枚と、「×」が書かれたカード2枚を直愛がシャッフルし、並べた後で綾女が1枚を選ぶ。選んだカードが「○」であれば綾女の勝利で、「×」であれば敗北。
賭け金は1回最低1億円。勝利すれば3倍になって帰ってくるが、敗北すればそのまま直愛が受け取る。
受動ロシアンルーレット
寺須美栗霧が生志摩妄と濡羽綾女に提案したギャンブル。
先攻は5弾装填のリボルバー銃の好きな場所に弾丸を1発だけ込める。後攻は「1〜9」の中から好きな数字を指定し、先攻は指定された数字の数だけリボルバーを回転させる。その後、自分に向けて拳銃を撃つ。弾丸が出なかった場合、指定の数だけリボルバーを回転させて再度撃つ。4回撃って無事だった場合、先攻と後攻を交代する。弾丸が出た時点で、撃ったプレイヤーは敗北となる。
即席チンチロ
生志摩妄が西洞院百合子に提案したギャンブル。
先攻と後攻に分かれ、それぞれ3個ずつ、計6個のダイスを交互に椀に投げ入れる。6個投げ終わった時点での出目の合計が大きい方が勝利となる。
ダイスは最低3回転以上させなければならない（それ未満の場合は反則負け）。また、椀から外れたダイスは無効で、出目は0として扱う。
チキンサークル
生志摩妄が濡羽・羽々斬・および妄の取り巻き3人に提案したギャンブル。
「1〜30」の数字の振られた円形の盤が描かれたシートを用いる。各プレイヤーは数字を1つ選び、数字の上に自身の指を置く。
目印となるコマを1に配置してゲーム開始。順番にトランプを1枚ずつ引き、出た数字だけコマを移動させる。カードを引いたプレイヤーはコマの数字をナイフで刺さなければならない。その後、コマが止まった数字を除外する。
先に指を放してしまったプレイヤーのいるチームの負け。自分の数字にコマが止まることが確定してから指を放すのは禁止。
吊りビンゴゲーム
生志摩妄が鳳那々に提案したギャンブル。
各プレイヤーはビンゴカードを1枚配布された上で、首吊りのための機械に首を架ける。ビンゴカードに穴が開くたびに、その数字が「吊り点」として加算される。ビンゴが成立したプレイヤーは、それまでの吊り点×0.1cm分首にかかった縄が引かれる。そのまま5分間待ち、意識が残っていたらカード・吊り点ともに持ち越したままゲームを続行。意識が無くなる・死亡した者が敗者となる。
鳳那々にのみ、任意のタイミングで相手とビンゴカード・吊り点ともに入れ替える「チェンジ」の権利をゲーム中1回だけ行使できる。ただし、ビンゴ成立のタイミングで行使することは禁止。
キル・オア・ダイ
鳳那々が、生志摩妄の了承の下、濡羽綾女と羽々斬直愛に強制させたギャンブル。
まず、綾女と直愛を前述の首吊りのための機械に拘束する。妄が綾女と直愛のどちらかを選択する。選択されなかった方はそのまま解放される。選択された方に拳銃を手渡し、1度だけ発砲する機会が与えられる。妄に弾丸を当てることができれば、解放される。当てることができなかった場合は、強制的に縄が引かれる。

### 『賭ケグルイ（仮）』のギャンブル
お寿司ロシアンルーレット
早乙女芽亜里が蛇喰夢子に提案したギャンブル。用意された10貫のお寿司を交互に食べていき、先にワサビが大量に入った「ハズレ」を引いた方が負け。鈴井涼太曰く「テレビでよく見るやつ」。
実際は10貫全てにワサビが入っており、さらにその内の1つはシャリの半分の量のワサビが入っている。芽亜里曰く「本質はハズレを食べても顔に出さないこと」。
アツアツおでんゲーム
豆生田楓が皇伊月に提案したギャンブル。交互にアツアツのおでんを食べて先に「熱い」と言った方が負け。伊月曰く「テレビでやってたのを真似しただけ」。
ウヌーン
夢子が「10人に聞けば10人知っていると答える」と断言するほど有名だというギャンブル（芽亜里と五十嵐清華は知らなかった）。桃喰綺羅莉によれば昔は「ウニャラヌペッタ」と呼んだらしい。腕がついた壺のようなものを使う。それ以外の詳細は不明。
決めポーズだるまさん
夢子が考案したギャンブル。通常の「だるまさんがころんだ」に、「静止した瞬間のポーズの魅力を競う」という要素を追加したもの。

## 用語
私立百花王学園（しりつひゃっかおうがくえん）
本作品の主要舞台。創立122年を迎え、上流階級・政財界の子女が数多く通う名門校。
本編開始の約2年前、現生徒会長・桃喰綺羅莉が打ち出した改革により、ギャンブルによる階級制度で校内が支配されている。全生徒3,000人。
ギャンブル
本編の枢軸。生徒会によって一元的に管理されている階級制度。強者は羨望を集め、弱者は「家畜」扱いされるなど、差別的扱いを付ける。
『賭ケグルイ妄』にて、この学園でギャンブルの実力が求められる理由は「多くが政財界の有力者の子女なのだから、勉強・スポーツなど金や権力で誰かにやらせればいい。心理戦や駆け引き、ここぞというときの勝負強さこそが評価される」とされている。
ギャンブルによって負った借金は、生徒間のものであるか生徒会に対するものであるかに分けられる。とりわけ生徒会に対する借金の場合は取り立てが激しいとされ、返済不可能な額と判断されると後述する「人生計画表」というものが送られる。
家畜
「上納金」が下位100位になった場合、生徒会から「非協力傾向生徒」と見なされた時の通称名。首から下位からの順位が記載されたタグを下げることが義務付けられる。名前は、男子は「ポチ」、女子は「ミケ」と言われ、学園内で差別的扱いを受ける。拒否権は一切なく、逆らえば生徒会から報復を受ける。一律100万円の「特別上納金」を生徒会に納めることで「家畜」を解除することができる。
なお、「上納金」というのは生徒会に対する借金も計算に入っているようで、3億1,000万円の借金を負った蛇喰夢子は転校間もないにもかかわらず一気に1位となり、心配した鈴井涼太が夢子に100万円を渡した際も「特別上納金には出来ないけどギャンブルの元手にはなる」という旨の発言をしている。
また、「家畜」となった生徒は一度だけ「公式戦」として誰にでもギャンブルを挑む権利がある。賭け金が常識の範囲内の場合、挑戦を申し込まれた生徒は対戦を拒否することが許されない。しかし、慣例として生徒会役員は、青天井で挑戦を受けることになっている（つまり巨額の賭け金をもってギャンブルをすることが可能。そのため、「家畜」から一発逆転を狙った大勝負が行われたりする）。
人生計画表
返済不可能に陥った債務者に対し、生徒会が課すペナルティ。
その内容は、学園卒業後の進学先をはじめ、結婚相手や出産するタイミングさえも事細かに記載されている。また、この「人生計画表」が取り下げられない限り、生徒会の取り立ては行われない模様。
計画はあくまで「学園を卒業してから」となっているため、それまでに返済すれば履行はされない。なお、決定権は生徒会長桃喰綺羅莉にしかない。
先述の通り、債務者の生涯を強制的させる究極の人身売買。「しなければいけない」ではなく綺羅莉らの力を以て「何をしてでもその通りにする」レベルの強制力を持つ。
作中の人生計画表によれば、早乙女芽亜里は歳のかけ離れた議員と婚約する予定となっていた。
百喰一族（ももばみいちぞく）
桃喰綺羅莉が当主を務める桃喰家が本家で、多数の分家を持つ一族であり、それぞれ社会的に高い地位に就く者が多い。苗字に必ず「〇喰」が入り、蛇喰夢子の蛇喰家も分家筋に当たる。
壬生臣家（みぶおみけ）
平安時代から千年以上続く名家。上流階級において強い発言力を有する。壬生臣葵がその子息にあたる。
三春滝家（みはるたきけ）
壬生臣家と同様、強い発言力を有する名家。三春滝咲良がその子息にあたる。

## スピンオフ漫画
賭ケグルイ双（かケグルイツイン）
『月刊ガンガンJOKER』2015年10月号から2023年6月号まで連載。作画は斎木桂。
賭ケグルイ（仮）（かケグルイカッコカリ）
『月刊ガンガンJOKER』2017年1月号から2022年10月号まで連載、『マンガUP!』2016年12月1日から連載。作画は川村拓。
賭ケグルイ妄（かケグルイミダリ）
『マンガUP!』2017年2月21日から2020年5月19日まで連載。作画は柊裕一。

## 書誌情報

### 漫画
- 原作：河本ほむら（原作） / 尚村透 （作画）『賭ケグルイ』 スクウェア・エニックス 〈ガンガンコミックスJOKER〉、既刊19巻（2025年3月22日現在）
  1. 2014年10月22日発行、ISBN 978-4-7575-4449-9
  2. 2014年12月22日発行、ISBN 978-4-7575-4510-6
  3. 2015年6月22日発行、ISBN 978-4-7575-4672-1
  4. 2015年12月22日発行、ISBN 978-4-7575-4837-4
  5. 2016年5月21日発行、ISBN 978-4-7575-4983-8
  6. 2017年2月22日発行、ISBN 978-4-7575-5251-7
  7. 2017年6月22日発行、ISBN 978-4-7575-5382-8
  8. 2017年8月22日発行、ISBN 978-4-7575-5448-1
  9. 2018年1月27日発行、ISBN 978-4-7575-5594-5
  10. 2018年8月22日発行、ISBN 978-4-7575-5816-8
  11. 2019年3月22日発行、ISBN 978-4-7575-6000-0
  12. 2019年12月21日発行、ISBN 978-4-7575-6437-4
  13. 2020年6月22日発行、ISBN 978-4-7575-6703-0
  14. 2021年2月22日発行、ISBN 978-4-7575-7101-3
  15. 2021年10月21日発行、ISBN 978-4-7575-7533-2
  16. 2022年9月22日発行、ISBN 978-4-7575-8147-0
  17. 2023年7月22日発行、ISBN 978-4-7575-8674-1
  18. 2024年7月22日発行、ISBN 978-4-7575-9308-4
  19. 2025年3月22日発行、ISBN 978-4-7575-9760-0
- 河本ほむら（原作） / 斎木桂（作画） 『賭ケグルイ双』 スクウェア・エニックス 〈ガンガンコミックスJOKER〉、全15巻
  1. 2015年12月22日発行、ISBN 978-4-7575-4838-1
  2. 2016年5月21日発行、ISBN 978-4-7575-4984-5
  3. 2017年2月22日発行、ISBN 978-4-7575-5252-4
  4. 2017年6月22日発行、ISBN 978-4-7575-5383-5
  5. 2017年7月22日発行、ISBN 978-4-7575-5414-6
  6. 2018年1月27日発行、ISBN 978-4-7575-5595-2
  7. 2018年8月22日発行、ISBN 978-4-7575-5817-5
  8. 2019年3月22日発行、ISBN 978-4-7575-6064-2
  9. 2019年12月21日発行、ISBN 978-4-7575-6438-1
  10. 2020年6月22日発行、ISBN 978-4-7575-6704-7
  11. 2021年2月22日発行、ISBN 978-4-7575-7102-0
  12. 2021年10月21日発行、ISBN 978-4-7575-7534-9
  13. 2022年9月22日発行、ISBN 978-4-7575-8148-7
  14. 2023年7月22日発行、ISBN 978-4-7575-8675-8
  15. 2024年7月22日発行、ISBN 978-4-7575-9309-1
- 河本ほむら（原作・監修） / 川村拓（作画） 『賭ケグルイ（仮）』 スクウェア・エニックス 〈ガンガンコミックスJOKER〉、全10巻
  1. 2017年6月22日発行、ISBN 978-4-7575-5384-2
  2. 2017年8月22日発行、ISBN 978-4-7575-5449-8
  3. 2018年1月27日発行、ISBN 978-4-7575-5596-9
  4. 2018年8月22日発行、ISBN 978-4-7575-5818-2
  5. 2019年3月22日発行、ISBN 978-4-7575-6065-9
  6. 2019年12月21日発行、ISBN 978-4-7575-6439-8
  7. 2020年6月22日発行、ISBN 978-4-7575-6705-4
  8. 2021年2月22日発行、ISBN 978-4-7575-7103-7
  9. 2021年10月21日発行、ISBN 978-4-7575-7535-6
  10. 2023年7月22日発行、ISBN 978-4-7575-8676-5
- 河本ほむら（原作） / 柊裕一（作画） 『賭ケグルイ妄』 スクウェア・エニックス 〈ガンガンコミックスJOKER〉、全4巻
  1. 2017年7月22日発行、ISBN 978-4-7575-5415-3
  2. 2018年1月27日発行、ISBN 978-4-7575-5597-6
  3. 2018年8月22日発行、ISBN 978-4-7575-5819-9
  4. 2020年6月22日発行、ISBN 978-4-7575-6706-1
- 『賭ケグルイ公式アンソロジー 賭ケグルイ万』 スクウェア・エニックス 〈ガンガンコミックスJOKER〉、既刊1巻（2017年7月22日現在）
  1. 2017年7月22日発行、ISBN 978-4-7575-5416-0

### 小説
- 河本ほむら・尚村透（原作） / 武野光（著者）、 スクウェア・エニックス 〈ガンガンコミックスJOKER〉
  - 『小説賭ケグルイ悦』2017年8月22日発行、ISBN 978-4-7575-5450-4
  - 『小説賭ケグルイ戯』2019年3月22日発行、ISBN 978-4-7575-6066-6

### ファンブック
- 河本ほむら・尚村透（原作） / 武野光（著者） 『賭ケグルイ愛』 スクウェア・エニックス 〈ガンガンコミックスJOKER〉、既刊1巻（2018年1月27日現在）
  1. 2018年1月27日発行、ISBN 978-4-7575-5598-3

## テレビアニメ
第1期は2017年7月から9月まで毎日放送・TOKYO MXほかにて放送された。第2期は題名を『賭ケグルイ××』とし、BS放送局をBS日テレに変更の上で2019年1月から3月まで放送された。
放送時の冒頭には、「この番組には賭博を描く表現があります。賭博行為は法律で禁止されています」「保護者の方は、児童・青少年の視聴にご配慮下さい」というテロップが表示される。

### 第1期
2017年2月17日にテレビアニメ化が発表された。原作の生徒会役員3連戦編の途中（豆生田楓戦）までをアニメ化しており、最終話は河本ほむらの原案によるアニメオリジナルストーリーとなっている。最終話に登場するタロットカードの絵柄は、監督の林祐一郎が2014年に監督を担当した『牙狼〈GARO〉 -炎の刻印-』の原作者である雨宮慶太が担当しており、作中で披露される4枚だけでなく全22枚をデザインしたという。
第5話の放送翌週は、制作局である毎日放送と同系列局のRKB毎日放送の世界陸上中継による放送休止に伴い、その他の局では早見沙織、田中美海、徳武竜也が音声出演する特番「キャストコメンタリーつき第1話振り返り放送スペシャル」が放送された。
独特の世界観と顔芸で強烈なインパクトを残し、視聴率は最高で3パーセントと、深夜アニメとしては非常に高い数字を記録した（どの放送局の視聴率なのかは不明）。

### 第2期
2018年1月6日、新宿文化センターで開催されたスペシャルイベント「私立百花王学園文化祭」の壇上にて制作を発表。同年8月22日、2期タイトル・放送時期、スタッフなどを追加発表。同年11月20日、原作の「生徒会長選挙編」をベースにしつつ、アニメオリジナルキャラ「×喰零」が登場するなど、若干のオリジナル要素が含まれることを発表。続いて同月26日から12月6日にかけて、今期から登場する「百喰一族」の面々を演じるキャスト11名を毎日一人ずつ公開するというプロモーションがなされた。「×喰零」のキャラクター原案は原作の作画担当である尚村が担当し、彼女が絡むエピソードは原作者の河本が完全監修を行う。

### スタッフ
|                      | 第1期                                          | 第2期                                          |
| -------------------- | ---------------------------------------------- | ---------------------------------------------- |
| 原作                 | 河本ほむら、尚村透                             | 河本ほむら、尚村透                             |
| 監督                 | 林祐一郎                                       | 林祐一郎                                       |
| 監督                 | -                                              | 松田清                                         |
| シリーズ構成         | 小林靖子                                       | 小林靖子                                       |
| キャラクターデザイン | 秋田学                                         | 秋田学                                         |
| 美術監督             | 松田春香                                       | 松田春香                                       |
| 美術監督             | 野村正信                                       | -                                              |
| 美術設定             | 天田俊貴                                       | 天田俊貴                                       |
| 色彩設計             | 鎌田千賀子                                     | 末永絢子                                       |
| CGIディレクター      | 申在勲                                         | 奥納基                                         |
| 撮影監督             | 柳田貴志                                       | 柳田貴志                                       |
| 編集                 | 廣瀬清志                                       | 武宮むつみ                                     |
| 音響監督             | 藤田亜紀子                                     | 藤田亜紀子                                     |
| 音楽                 | TECHNOBOYS PULCRAFT GREEN-FUND                 | TECHNOBOYS PULCRAFT GREEN-FUND                 |
| 音楽プロデューサー   | 佐藤純之介                                     | 佐藤純之介                                     |
| 音楽プロデューサー   | 村上貴志                                       | -                                              |
| 音楽制作             | DIVE II entertainment                          | avex pictures                                  |
| チーフプロデューサー | 丸山博雄、阿部隆二、遠藤哲哉、金庭こず恵       | 丸山博雄、阿部隆二、遠藤哲哉、金庭こず恵       |
| チーフプロデューサー | 田中宏幸、安藤盛治                             | 大胡寛二、伊藤将生                             |
| プロデューサー       | 尹楊会、小松翔太、宮城惣次、百田英生、鍋岩晶子 | 尹楊会、小松翔太、宮城惣次、百田英生、鍋岩晶子 |
| プロデューサー       | 村上貴志、堀田章一、上治知世                   | 今福太郎、長谷川嘉範、福田正夫                 |
| 制作                 | MAPPA                                          | MAPPA                                          |
| 製作                 | 「賭ケグルイ」製作委員会                       | 「賭ケグルイ××」製作委員会                     |

### 主題歌
|       | 曲名                | 作詞   | 作曲     | 編曲     | 歌    |
| ----- | ------------------- | ------ | -------- | -------- | ----- |
| 第1期 | Deal with the devil | ryo    | ryo      | ryo      | Tia   |
| 第2期 | コノユビトマレ      | 尾上文 | 白戸佑輔 | 白戸佑輔 | JUNNA |

|                    | 曲名                   | 作詞                           | 歌                                          |
| ------------------ | ---------------------- | ------------------------------ | ------------------------------------------- |
| 第1期（第9話以外） | LAYon-theLINE          | TECHNOBOYS PULCRAFT GREEN-FUND | D-selections                                |
| 第2期              | AlegriA                | TECHNOBOYS PULCRAFT GREEN-FUND | D-selections                                |
| 第1期第9話         | 恋のロシアンルーレット | 河本ほむら                     | 蛇喰夢子（早見沙織）&夢見弖ユメミ（芹澤優） |

|            | 曲名                   | 作詞       | 作曲                           | 編曲                           | 歌                                          |
| ---------- | ---------------------- | ---------- | ------------------------------ | ------------------------------ | ------------------------------------------- |
| 第2期第1話 | Deal with the devil    | ryo        | ryo                            | ryo                            | Tia                                         |
| 第2期第5話 | ツーペアの乙女         | 河本ほむら | TECHNOBOYS PULCRAFT GREEN-FUND | TECHNOBOYS PULCRAFT GREEN-FUND | 蛇喰夢子（早見沙織）&夢見弖ユメミ（芹澤優） |
| 第2期第5話 | アメイジング・グレイス |            |                                |                                | 和楽喰淑光（高垣彩陽）                      |

### 各話リスト
| 話数     | サブタイトル         | 脚本     | 絵コンテ     | 演出                   | 作画監督                                                                                  | 総作画監督               |       |       |       |       |       |       |       |       |       |       |       |       |       |       |       |       |       |       |
| 第1期    | 第1期                | 第1期    | 第1期        | 第1期                  | 第1期                                                                                     | 第1期                    | 第1期 | 第1期 | 第1期 | 第1期 | 第1期 | 第1期 | 第1期 | 第1期 | 第1期 | 第1期 | 第1期 | 第1期 | 第1期 | 第1期 | 第1期 | 第1期 | 第1期 | 第1期 |
| -------- | -------------------- | -------- | ------------ | ---------------------- | ----------------------------------------------------------------------------------------- | ------------------------ | ----- | ----- | ----- | ----- | ----- | ----- | ----- | ----- | ----- | ----- | ----- | ----- | ----- | ----- | ----- | ----- | ----- | ----- |
| 第一話   | 蛇喰夢子という女     | 小林靖子 | 林祐一郎     | 林祐一郎               | 神谷美也子                                                                                | 秋田学                   |       |       |       |       |       |       |       |       |       |       |       |       |       |       |       |       |       |       |
| 第二話   | つまんない女         | 小林靖子 | 林祐一郎     | 小林孝志               | 北村友幸 川島尚                                                                           | -                        |       |       |       |       |       |       |       |       |       |       |       |       |       |       |       |       |       |       |
| 第三話   | 糸目の女             | 小林靖子 | 林祐一郎     | うえだしげる           | 新沼大祐 柴田志朗                                                                         | 秋田学                   |       |       |       |       |       |       |       |       |       |       |       |       |       |       |       |       |       |       |
| 第四話   | 家畜になった女       | 瀬古浩司 | 林祐一郎     | 大橋一輝               | 松岡秀明 加藤祐子 青木里枝 高原修司                                                       | 秋田学                   |       |       |       |       |       |       |       |       |       |       |       |       |       |       |       |       |       |       |
| 第五話   | 人間になった女       | 瀬古浩司 | 林祐一郎     | 後藤康徳               | 服部憲二 飯飼一幸 岡田豊広 柴田志朗 新沼大祐                                              | 秋田学                   |       |       |       |       |       |       |       |       |       |       |       |       |       |       |       |       |       |       |
| 第六話   | 誘う女               | 小林靖子 | 林祐一郎     | 小林孝志               | 加藤祐子 青木里枝 大塚八愛 高澤美佳 和田伸一 池津寿恵 Kwon Yong Sang 笠野充志             | 加藤祐子 秋田学          |       |       |       |       |       |       |       |       |       |       |       |       |       |       |       |       |       |       |
| 第七話   | 拒絶する女たち       | 小林靖子 | 林祐一郎     | 黒田晃一郎             | 新沼大祐 松岡秀明 西野理恵 濱田悠示 中野彰子                                              | 秋田学                   |       |       |       |       |       |       |       |       |       |       |       |       |       |       |       |       |       |       |
| 第八話   | 愛踊る女             | 村越繁   | 境宗久       | 後藤康徳               | 高澤美佳 柴田志郎 青木里枝 和田伸一 小泉初栄 加藤祐子 新沼大祐 伊藤憲子 大島美和 斎藤美香 | 秋田学                   |       |       |       |       |       |       |       |       |       |       |       |       |       |       |       |       |       |       |
| 第九話   | 夢見る女             | 村越繁   | 境宗久       | 宇田鋼之介             | 青木里枝 大塚八愛 加藤祐子 松岡秀明 西野理恵 真島ジロウ 服部憲二                          | 西村理恵 秋田学 加藤祐子 |       |       |       |       |       |       |       |       |       |       |       |       |       |       |       |       |       |       |
| 第十話   | 選択する女           | 瀬古浩司 | 川畑喬       | 後藤康徳               | 和田伸一 柴田志朗 高原修司 髙澤美佳 新沼大祐                                              | 秋田学                   |       |       |       |       |       |       |       |       |       |       |       |       |       |       |       |       |       |       |
| 第十一話 | 人生を賭ける女       | 瀬古浩司 | 新井宣圭     | 新井宣圭               | 小泉初栄 加藤祐子 青木里枝 真島ジロウ 大塚八愛 松岡秀明                                   | 西村理恵                 |       |       |       |       |       |       |       |       |       |       |       |       |       |       |       |       |       |       |
| 第十二話 | 賭ケグルイの女       | 小林靖子 | 林祐一郎     | 林祐一郎               | 秋田学 和田伸一 柴田志朗 高原修司 高澤美佳 松岡秀明 西野理恵 加藤祐子 青木里枝            | 秋田学                   |       |       |       |       |       |       |       |       |       |       |       |       |       |       |       |       |       |       |
| 第2期    |                      |          |              |                        |                                                                                           |                          |       |       |       |       |       |       |       |       |       |       |       |       |       |       |       |       |       |       |
| 第一話   | 再ビ賭ケ狂ウ女タチ   | 小林靖子 | 松田清       | 松田清                 | 柴田志朗 キム ゼヒョン                                                                    | 秋田学                   |       |       |       |       |       |       |       |       |       |       |       |       |       |       |       |       |       |       |
| 第二話   | 百喰一族の女たち     | 小林靖子 | 松田清       | 高橋謙仁               | 青野厚司 加藤祐子 柴田志朗                                                                | 秋田学                   |       |       |       |       |       |       |       |       |       |       |       |       |       |       |       |       |       |       |
| 第三話   | この女触れるべからず | 内海照子 | 江副仁美     | 江副仁美               | 仁井学 石田千夏                                                                           | 秋田学                   |       |       |       |       |       |       |       |       |       |       |       |       |       |       |       |       |       |       |
| 第四話   | 通じる女たち         | 内海照子 | 下司康弘     | 下司康弘 Kang Tae-sik  | Kim Bo-kyoung Hong Yu-mi Lee Min-bae Jang Sang-mi                                         | 秋田学                   |       |       |       |       |       |       |       |       |       |       |       |       |       |       |       |       |       |       |
| 第五話   | かわる女             | 村越繁   | いわたかずや | Kim Min-Sun 西畑祐記   | Ryu Seung-Cheol Jang Gil-Yong Hwang Il-jin Woo Jin-Woo                                    | キム ゼヒョン            |       |       |       |       |       |       |       |       |       |       |       |       |       |       |       |       |       |       |
| 第六話   | ハリウッドスターの女 | 村越繁   | 高橋謙仁     | 高橋謙仁               | 柴田志朗 加藤祐子                                                                         | 秋田学                   |       |       |       |       |       |       |       |       |       |       |       |       |       |       |       |       |       |       |
| 第七話   | 裏切りの女           | 金田一明 | 大石美絵     | 大石美絵               | 清水陽一 高原修司                                                                         | キム ゼヒョン 高原修司   |       |       |       |       |       |       |       |       |       |       |       |       |       |       |       |       |       |       |
| 第八話   | 負けない女           | 金田一明 | いがりたかし | いがりたかし           | 仁井学 石田千夏                                                                           | 高原修司                 |       |       |       |       |       |       |       |       |       |       |       |       |       |       |       |       |       |       |
| 第九話   | 傍の女               | 瀬古浩司 | 川畑喬       | 後藤康徳 Kim Sang-yeob | Jang Gil-Yong Hwang Il-jin Hong Yu-mi                                                     | キム ゼヒョン            |       |       |       |       |       |       |       |       |       |       |       |       |       |       |       |       |       |       |
| 第十話   | 理の女               | 瀬古浩司 | 松林唯人     | 原英和                 | 安田祥子 青木里枝 清水陽一                                                                | 秋田学                   |       |       |       |       |       |       |       |       |       |       |       |       |       |       |       |       |       |       |
| 第十一話 | ×を背負う女          | 村越繁   | 林祐一郎     | 佐藤威                 | 柴田志朗 加藤祐子 仁井学 石田千夏                                                         | 高原修司                 |       |       |       |       |       |       |       |       |       |       |       |       |       |       |       |       |       |       |
| 第十二話 | 零の女               | 小林靖子 | 林祐一郎     | 松田清                 | 仁井学 石田千夏 青木里枝 安田祥子                                                         | 秋田学                   |       |       |       |       |       |       |       |       |       |       |       |       |       |       |       |       |       |       |

### 放送局
| 放送期間               | 放送時間                     | 放送局      | 対象地域   | 備考                                              |
| ---------------------- | ---------------------------- | ----------- | ---------- | ------------------------------------------------- |
| 2017年7月1日 - 9月23日 | 土曜 22:00 - 22:30           | TOKYO MX    | 東京都     |                                                   |
| 2017年7月2日 - 9月24日 | 日曜 2:38 - 3:08（土曜深夜） | 毎日放送    | 近畿広域圏 | 製作参加 / 『アニメシャワー』第2部 / 特番は未放送 |
| 2017年7月3日 - 9月25日 | 月曜 2:00 - 2:30（日曜深夜） | BS11        | 日本全域   | BS放送 / 『ANIME+』枠                             |
| 2017年7月6日 - 9月28日 | 木曜 2:30 - 3:00（水曜深夜） | RKB毎日放送 | 福岡県     | 特番は未放送                                      |
|                        | 木曜 3:05 - 3:35（水曜深夜） | テレビ愛知  | 愛知県     |                                                   |

| 放送期間                | 放送時間                     | 放送局      | 対象地域   | 備考                                     |
| ----------------------- | ---------------------------- | ----------- | ---------- | ---------------------------------------- |
| 2019年1月9日 - 3月27日  | 水曜 2:30 - 3:00（火曜深夜） | 毎日放送    | 近畿広域圏 | 製作参加 / 字幕放送 /『アニメ特区』第1部 |
| 2019年1月10日 - 3月28日 | 木曜 3:05 - 3:35（水曜深夜） | テレビ愛知  | 愛知県     |                                          |
| 2019年1月13日 - 3月31日 | 日曜 23:30 - 月曜 0:00       | TOKYO MX    | 東京都     |                                          |
|                         |                              | BS日テレ    | 日本全域   | BS放送                                   |
| 2019年1月14日 - 4月1日  | 月曜 2:25 - 2:55（日曜深夜） | RKB毎日放送 | 福岡県     | 字幕放送                                 |

インターネットでは、Netflixにて独占配信されており、第1期が2017年7月2日から9月24日まで毎週日曜に配信され、第2期が2019年1月10日より毎週木曜に配信された。

### BD / DVD
| 巻 | 発売日         | 収録話          | 規格品番   | 規格品番   |
| 巻 | 発売日         | 収録話          | BD         | DVD        |
| -- | -------------- | --------------- | ---------- | ---------- |
| 1  | 2017年10月13日 | 第1話 - 第2話   | EYXA-11508 | EYBA-11507 |
| 2  | 2017年11月10日 | 第3話 - 第4話   | EYXA-11510 | EYBA-11509 |
| 3  | 2017年12月15日 | 第5話 - 第6話   | EYXA-11512 | EYBA-11511 |
| 4  | 2018年1月12日  | 第7話 - 第8話   | EYXA-11514 | EYBA-11513 |
| 5  | 2018年2月9日   | 第9話 - 第10話  | EYXA-11516 | EYBA-11515 |
| 6  | 2018年3月9日   | 第11話 - 第12話 | EYXA-11518 | EYBA-11517 |

| 巻 | 発売日        | 収録話         | 規格品番     |
| 巻 | 発売日        | 収録話         | BD           |
| -- | ------------- | -------------- | ------------ |
| 上 | 2019年5月17日 | 第1話 - 第6話  | EYXA-12121/B |
| 下 | 2019年6月28日 | 第7話 - 第12話 | EYXA-12122/B |

### ピクチャードラマ
Blu-ray＆DVD 第1期1・3・5巻収録の映像特典短編アニメ。第1話ナレーションは藤井隼。
| 収録巻 | サブタイトル        | 絵コンテ・演出 | 作画監督          | 総作画監督 |
| ------ | ------------------- | -------------- | ----------------- | ---------- |
| 第1巻  | メイド喫茶百花王    | 石田貴史       | 立中順平          | 加藤祐子   |
| 第1巻  | メイド喫茶百花王2   | 石田貴史       | 立中順平          | 加藤祐子   |
| 第3巻  | ネコミミ学園百花王  | 石田貴史       | 加藤祐子 大塚八愛 | 加藤祐子   |
| 第3巻  | ネコミミ学園百花王2 | 石田貴史       | 加藤祐子 大塚八愛 | 加藤祐子   |
| 第5巻  | 生徒会☆喫茶店計画   | 石田貴史       | 高原修司          | -          |

### CD
オリジナルサウンドトラック『賭ケグルイノ音 -Notes for“kakegurui”-』 - 2018年1月24日発売、規格品番 EYCA-11733〜4（2枚組）

### Webラジオ
『ポチとミケの賭ケグルイラジオ』は、2017年9月7日から2019年6月4日までHiBiKi Radio Stationにて配信された番組。パーソナリティは早乙女芽亜里役の田中美海と鈴井涼太役の徳武竜也。
　ゲスト
　・第3回・40回 若井友希
　・第7回 福原綾香
　・第11回・42回 河本ほむら
　・第12回 TECHNOBOYS PULCRAFT GREEN-FUND
　・第17回 奈波果林
　・第21回 鵜殿麻由
　・第23回 伊瀬茉莉也
　・第33回 芹澤優
　・第34回 河瀬茉希
　・第38回 JUNNA

### ゲーム
テレビアニメを題材としたスマートフォン用ゲーム『賭ケグルイ チーティングアロード』が2018年11月20日より配信。2020年3月27日に配信終了。ジャンルはシミュレーション。

### パチスロ
- パチスロ蛇喰夢子という女（2023年7月、ネット）[76]

「パチスロは賭博ではない」という建前により機種名に「賭ケグルイ」が使えず、主人公の名前で代用している。

## Webアニメ
2022年8月4日より、早乙女芽亜里を主人公にした『賭ケグルイ双』（カケグルイツイン）がNetflixシリーズとして配信された。

### スタッフ（Webアニメ）
- 原作 - 河本ほむら、斎木桂、尚村透[45]
- 総監督 - 林祐一郎[45]
- 監督 - 牧田佳織[45]
- シリーズ構成 - 村越繁[45]
- キャラクターデザイン - 仁井学[45]
- 総作画監督 - 仁井学、高原修司、まじろ[45]
- 美術監督 - 野村正信、横山勇生[45]
- 色彩設計 - 末永絢子[45]
- CGディレクター - 平岡正浩[45]
- 撮影監督 - 加藤慎之助[45]
- 編集 - 武宮むつみ[45]
- 音響監督 - 藤田亜紀子[45]
- 音響効果 - 倉橋裕宗[45]
- 音楽 - TECHNOBOYS PULCRAFT GREEN-FUND[45]
- 音楽制作 - avex pictures[45]
- 制作 - MAPPA[45]
- 製作 - 「賭ケグルイ双」製作委員会[45]

### 主題歌（Webアニメ）
「ソノ乙女ム双」
石川智久によるオープニングテーマ。作曲・編曲は石川智久。
「Queens Bluff」
i☆Risによるエンディングテーマ。作詞・作曲・編曲はARAKI。

## テレビドラマ
season1全10話が2018年1月から3月まで、season2全5話が2019年4月に放送された。season1は原作の生志摩妄戦までを、season2は原作の豆生田楓戦までをドラマ化している。
2021年3月26日から、前日譚『賭ケグルイ双（ツイン）』がAmazon Prime Videoにて、全8話が毎週金曜日に2話ずつ、独占配信された。

### キャスト（テレビドラマ）

#### 賭ケグルイ
- 蛇喰夢子：浜辺美波
- 鈴井涼太：高杉真宙
- 早乙女芽亜里：森川葵
- 木渡潤：矢本悠馬
- 豆生田楓：中川大志[注 12]
- 黄泉月るな：三戸なつめ
- 五十嵐清華：中村ゆりか
- 皇伊月：松田るか
- 西洞院百合子：岡本夏美
- 生志摩妄：柳美稀

season1
- 蕾菜々美：松本妃代

season2
- 桃喰綺羅莉・桃喰リリカ（二役）：池田エライザ（特別出演）
- 夢見弖ユメミ：松村沙友理（乃木坂46）
- 新渡戸九：小野寺晃良
- 歩火樹絵里：福原遥
- 犬八十夢：伊藤万理華
- 村雨天音：宮沢氷魚

#### 賭ケグルイ双
- 早乙女芽亜里：森川葵
- 壬生臣葵：佐野勇斗[79]
- 三春滝咲良：生田絵梨花（乃木坂46）[79]
- 花手毬つづら：秋田汐梨[79][注 13]
- 愛浦心：福本莉子[79]
- 上下凪：犬飼貴丈[79]
- 佐渡みくら：佐々木美玲（日向坂46）[79]
- 桃喰綺羅莉：池田エライザ（特別出演）
- 生志摩妄：柳美稀
- 新渡戸九：小野寺晃良
- 皇伊月：松田るか
- 西洞院百合子：岡本夏美
- 黄泉月るな：三戸なつめ
- 五十嵐清華：中村ゆりか
- 戸隠雪見：萩原みのり[79]
- 聚楽幸子：長井短[79]
- 伊吹壮太郎：遠藤史也
- 木渡潤：矢本悠馬
- 鈴井涼太：高杉真宙
- 蛇喰夢子：浜辺美波

### 主題歌（テレビドラマ）
オープニングテーマ「一か八か」
作詞・作曲 - 津野米咲 / 歌 - Re:versed（ユニバーサルJ）
曲は監督の英勉からの「くるった感じ」という発注に応じて制作された。また、オープニングにはキャストが各話ごとに曲に合わせ、リップシンクする映像が挿入されている。
season1主題歌「Strawberry Feels」
歌 - BIGMAMA（ユニバーサルJ）
season2主題歌「mummy mummy」
歌 - BIGMAMA（ユニバーサルJ）
挿入歌 「廻り廻って in your pocket」
作詞 - 河本ほむら / 作曲 - 未知瑠 / 歌 - 夢見弖ユメミ（season2 第1話） / 蛇喰夢子&夢見弖ユメミ（season2 第3話）
挿入歌 「恋のロシアンルーレット」
作詞 - 河本ほむら / 作曲 - TECHNOBOYS PULCRAFT GREEN-FUND / 歌 - 夢見弖ユメミ（season2 第1話）
賭ケグルイ双
オープニングテーマ「一か八か」
作詞・作曲：津野米咲 / 編曲・プロデュース：平地孝次
歌 - PassCode
（ユニバーサル ミュージック/USMジャパン）
主題歌「逆行」
作詞・作曲：崎山蒼志 / 編曲：崎山蒼志、akkin
歌 - 崎山蒼志
（ソニー・ミュージックレコーズ）
劇中歌「The Winners」
作詞：YURIKA / 作曲・編曲：未知瑠
歌 - YURIKA

### 製作・プロモーション（テレビドラマ）
2017年11月21日に毎日放送の制作により、TBSをはじめとする同系列局で放送の『ドラマイズム』枠での実写テレビドラマ化が発表された。11月27日には蛇喰夢子役を浜辺美波が演じることが発表され、夢子の衣装をまとった浜辺の姿やコメント、そして監督の英勉から浜辺へのコメントが報道された。また、同年12月1日には鈴井涼太役を高杉真宙が演じることが発表され、涼太の衣装をまとった高杉の姿やコメント、そして英から高杉へのコメントが報道された ほか、12月15日には早乙女芽亜里役を森川葵が演じることが発表され、芽亜里の衣装をまとった森川の姿やコメント、そして英から森川へのコメントが報道された。
2017年12月22日には浜辺・高杉・森川を並べたメインビジュアルが発表された。また、同年12月26日には第1話の場面写真が発表されたほか、2018年1月4日には追加キャストとして豆生田楓役を中川大志、五十嵐清華役を中村ゆりか、黄泉月るな役を三戸なつめ、皇伊月役を松田るか、西洞院百合子役を岡本夏美、木渡潤役を矢本悠馬、蕾奈々美役を松本妃代、生志摩妄役を柳美稀が演じることがそれぞれ発表され、各キャラクターに扮するビジュアルも公開された。
2018年1月7日には予告編がYouTubeにて公開された。また、同年1月8日には第1話の特別上映会がギャガ本社試写室にて開催され、浜辺・高杉・森川が舞台挨拶に登壇した。
涼太や芽亜里が作中人物から狂言回しに転じる際には、カメラの方を振り向いて仰々しく説明する一方、彼ら以外の人物が制止する演技をする、狂言回しが作中人物本人から分離するといった演出が入る。
百花王学園の撮影は、文翔館（山形県郷土館）で行なわれた。
2018年8月9日、神楽座で行われたBlu-ray/DVD BOX発売記念イベントにおいて、「season2」の制作が発表された。

### 反響（テレビドラマ）
ダ・ヴィンチニュースによれば、season1第1話は浜辺の演技や原作を意識したシーンが視聴者に好評だったという。

### 放送日程（テレビドラマ）
| 各話   | 放送日        | 監督               |
| ------ | ------------- | ------------------ |
| 第1話  | 2018年1月15日 | 英勉               |
| 第2話  | 1月22日       | 英勉、茂木克仁     |
| 第3話  | 1月29日       | 茂木克仁           |
| 第4話  | 2月05日       | 茂木克仁           |
| 第5話  | 2月12日       | 茂木克仁、深迫康之 |
| 第6話  | 2月19日       | 深迫康之           |
| 第7話  | 2月26日       | 深迫康之           |
| 第8話  | 3月05日       | 英勉               |
| 第9話  | 3月12日       | 英勉               |
| 第10話 | 3月19日       | 英勉               |

| 各話   | 放送日        | 放送日  | 監督              |
| 各話   | 毎日放送      | TBS     | 監督              |
| ------ | ------------- | ------- | ----------------- |
| 第1話  | 2019年4月01日 | 4月03日 | 長野晋也          |
| 第2話  | 4月08日       | 4月10日 | 長野晋也          |
| 第3話  | 4月22日       | 4月17日 | 長野晋也 茂木克仁 |
| 第4話  | 4月22日       | 4月24日 | 茂木克仁          |
| 最終話 | 4月29日       | 5月01日 | 茂木克仁          |

### 放送局（テレビドラマ）
| 放送期間                                                    | 放送時間                                                                               | 放送局         | 対象地域       | 備考      |
| ----------------------------------------------------------- | -------------------------------------------------------------------------------------- | -------------- | -------------- | --------- |
| 2018年1月15日 - 3月19日                                     | 月曜 0:50 - 1:20（日曜深夜）                                                           | 毎日放送       | 近畿広域圏     | 製作局    |
| 2018年1月17日 - 3月21日                                     | 水曜 1:28 - 1:58（火曜深夜）                                                           | TBSテレビ      | 関東広域圏     |           |
| 2018年1月19日 - 3月23日                                     | 金曜 1:28 - 1:58（木曜深夜）                                                           | IBC岩手放送    | 岩手県         |           |
| 2018年1月26日 - 3月30日                                     | 金曜 0:56 - 1:26（木曜深夜）                                                           | あいテレビ     | 愛媛県         |           |
| 2018年2月7日 - 4月11日                                      | 水曜 1:25 - 1:55（火曜深夜）                                                           | テレビユー山形 | 山形県         |           |
| 2018年2月9日 - 4月13日                                      | 金曜 0:51 - 1:21（木曜深夜）                                                           | 静岡放送       | 静岡県         |           |
| 2018年2月9日 - 4月20日                                      | 金曜 0:56 - 1:26（木曜深夜）                                                           | 熊本放送       | 熊本県         |           |
| 2018年2月13日 - 3月27日 2018年4月6日 2018年4月13日・4月20日 | 火曜 1:31 - 2:02（月曜深夜） 金曜 1:29 - 1:59（木曜深夜） 金曜 1:59 - 2:30（木曜深夜） | CBCテレビ      | 中京広域圏     |           |
| 2018年2月15日 - 4月19日                                     | 木曜 1:30 - 2:00（水曜深夜）                                                           | 北陸放送       | 石川県         |           |
| 2018年2月20日 - 5月1日                                      | 火曜 0:58 - 1:28（月曜深夜）                                                           | 青森テレビ     | 青森県         |           |
| 2018年3月7日 - 5月9日                                       | 水曜 1:35 - 2:05（火曜深夜）                                                           | 東北放送       | 宮城県         |           |
| 2018年3月12日 - 5月21日                                     | 月曜 0:50 - 1:20（日曜深夜）                                                           | 山陰放送       | 鳥取県・島根県 |           |
| 2018年3月13日 - 5月15日                                     | 火曜 2:05 - 2:35 (月曜深夜)                                                            | 信越放送       | 長野県         |           |
| 2018年3月21日 - 5月30日                                     | 水曜 1:30 - 2:00 (火曜深夜)                                                            | RKB毎日放送    | 福岡県         |           |
| 2018年3月26日 - 6月4日                                      | 月曜 0:50 - 1:20 (日曜深夜)                                                            | 大分放送       | 大分県         |           |
| 2018年4月3日 - 6月12日                                      | 火曜 1:27 - 1:57 (月曜深夜)                                                            | 北海道放送     | 北海道         | [ 注 14 ] |
| 2018年6月9日 - 8月18日                                      | 土曜 1:45 - 2:15 (金曜深夜)                                                            | 中国放送       | 広島県         | [ 注 14 ] |
| 2018年10月4日 - 12月6日                                     | 木曜 1:20 - 1:50 (水曜深夜)                                                            | 山陽放送       | 岡山県・香川県 | [ 注 14 ] |
| 2019年1月2日 - 1月4日                                       | 水曜 2:00 - 3:00（火曜深夜） 木曜 0:45 - 3:15（水曜深夜） 金曜 1:45 - 3:15（木曜深夜） | 新潟放送       | 新潟県         | [ 注 14 ] |
| 2019年1月12日 - 3月16日                                     | 土曜 0:55 - 1:25（金曜深夜）                                                           | 宮崎放送       | 宮崎県         | [ 注 14 ] |
| 2019年8月28日 - 11月6日                                     | 水曜 1:06 - 1:35（火曜深夜）                                                           | テレビ山口     | 山口県         | [ 注 14 ] |

| 放送期間                | 放送時間                     | 放送局             | 対象地域       | 備考      |
| ----------------------- | ---------------------------- | ------------------ | -------------- | --------- |
| 2019年4月1日 - 4月29日  | 月曜 0:50 - 1:20（日曜深夜） | 毎日放送           | 近畿広域圏     | 製作局    |
| 2019年4月3日 - 5月1日   | 水曜 1:28 - 1:58（火曜深夜） | TBSテレビ          | 関東広域圏     |           |
|                         | 水曜 0:55 - 1:25（火曜深夜） | テレビユー山形     | 山形県         |           |
| 2019年4月5日 - 5月3日   | 金曜 1:29 - 1:59（木曜深夜） | CBCテレビ          | 中京広域圏     |           |
| 2019年4月6日 - 5月4日   | 土曜 0:55 - 1:25 (金曜深夜)  | RKB毎日放送        | 福岡県         |           |
|                         | 土曜 2:20 - 2:50 (金曜深夜)  | 中国放送           | 広島県         |           |
| 2019年4月8日 - 5月13日  | 月曜 0:50 - 1:20（日曜深夜） | 山陰放送           | 鳥取県・島根県 |           |
| 2019年4月9日 - 5月14日  | 火曜 0:55 - 1:25（月曜深夜） | 青森テレビ         | 青森県         |           |
| 2019年4月9日 - 5月7日   | 火曜 2:05 - 2:35 (月曜深夜)  | 信越放送           | 長野県         |           |
| 2019年4月10日 - 5月8日  | 水曜 1:22 - 1:52 (火曜深夜)  | 新潟放送           | 新潟県         |           |
| 2019年4月10日 - 5月15日 | 水曜 13:55 - 14:25           | 大分放送           | 大分県         |           |
| 2019年4月17日 - 5月15日 | 水曜 1:28 - 1:58（火曜深夜） | IBC岩手放送        | 岩手県         |           |
| 2019年4月17日 - 5月8日  | 水曜 1:35 - 2:05（火曜深夜） | 東北放送           | 宮城県         | [ 注 15 ] |
| 2019年4月18日 - 5月16日 | 木曜 1:30 - 2:00（水曜深夜） | 北陸放送           | 石川県         |           |
| 2019年4月19日 - 5月17日 | 金曜 0:56 - 1:26（木曜深夜） | あいテレビ         | 愛媛県         |           |
| 2019年4月20日 - 5月25日 | 土曜 0:55 - 1:25（金曜深夜） | 宮崎放送           | 宮崎県         |           |
| 2019年4月23日 - 5月21日 | 火曜 1:27 - 1:57 (月曜深夜)  | 北海道放送         | 北海道         |           |
| 2019年4月25日 - 5月23日 | 木曜 1:50 - 2:20 (水曜深夜)  | RSK山陽放送        | 岡山県・香川県 |           |
| 2019年4月26日 - 5月24日 | 金曜 0:56 - 1:26（木曜深夜） | 熊本放送           | 熊本県         |           |
| 2019年4月27日 - 5月25日 | 土曜 0:20 - 0:50（金曜深夜） | 長崎放送           | 長崎県         |           |
|                         | 土曜 1:25 - 1:55（金曜深夜） | 静岡放送           | 静岡県         |           |
| 2019年4月28日 - 5月26日 | 日曜 2:08 - 2:38（土曜深夜） | チューリップテレビ | 富山県         |           |

### BD / DVD（テレビドラマ）
| リリース日   | タイトル           | 形態        | 品番      |
| ------------ | ------------------ | ----------- | --------- |
| 2018年7月3日 | 賭ケグルイ         | Blu-ray BOX | GABS-1736 |
| 2018年7月3日 | 賭ケグルイ         | DVD BOX     | GADS-1737 |
| 2019年8月2日 | 賭ケグルイ season2 | Blu-ray BOX | GABS-2016 |
| 2019年8月2日 | 賭ケグルイ season2 | DVD BOX     | GADS-2017 |

| 毎日放送・TBS ドラマイズム         | 毎日放送・TBS ドラマイズム | 毎日放送・TBS ドラマイズム |
| 前番組                             | 番組名                     | 次番組                     |
| ---------------------------------- | -------------------------- | -------------------------- |
| 咲-Saki-阿知賀編 episode of side-A | 賭ケグルイ                 | わたしに××しなさい! / 兄友 |
| BACK STREET GIRLS-ゴクドルズ-      | 賭ケグルイ season2         | 都立水商!〜令和〜          |

## 実写映画
第1作
『映画 賭ケグルイ』のタイトルで2019年5月3日公開。テレビドラマseason2から続く完全オリジナルストーリー。
2018年8月9日、神楽座で行われたドラマ版のBlu-ray / DVD BOX発売記念イベントにおいて、ドラマ版「season2」と共に、実写映画『映画 賭ケグルイ』の制作が発表された。また、2019年2月7日には、新キャストと共に、劇場版オリジナルストーリーであることが発表された。
第2作
『映画 賭ケグルイ 絶体絶命ロシアンルーレット』のタイトルで、実写映画第1作から続く完全オリジナルストーリー。
当初は2021年4月29日の公開予定だったが、新型コロナウイルスの感染拡大を受け5月12日に延期。さらに緊急事態宣言の期間延長を受けて、公開日が6月1日に再延期された。
公開前の2021年5月27日には、舞台挨拶中継付きの特別先行上映が各地の劇場にて行われた。

### あらすじ（実写映画）
第1作
蛇喰夢子が、私立百花王学園の生徒会会計・豆生田楓との「公式戦」で勝利を納めてから数日後。生徒会メンバーを次々とギャンブルで破った夢子の存在は、学園の生徒たちだけでなく生徒会にとって看過できないほどの最重要人物となっていた。
そんな中、学園内では正体不明の集団によって賭場が荒らされる事件が勃発。さらに『非ギャンブル、生徒会への不服従』を掲げる白装束の集団「ヴィレッジ」の存在も、生徒会を悩ませていた。
ある日、夢子・鈴井・芽亜里はギャンブルに敗北して"家畜"の「ポチ」となった男子生徒が、他の生徒たちに虐められているのをヴィレッジに助けられる現場を目撃する。すると夢子はヴィレッジの幹部である二年生の歩火樹絵里からスカウトされるが、「全く興味が無い」と一蹴。しかし暫く経った後、広報部の新渡戸から「ある情報」を聞いた夢子は、満面の笑みを浮かべ鈴井に「一緒にヴィレッジに行きませんか？」と誘う。一方で芽亜里も、見慣れない服装の男たちに連れ去られ、彼らの"まとめ役"である二年生犬八十夢から生徒会との戦いに協力してほしいと頼まれる。
歩火の案内でヴィレッジの拠点である旧校舎に来た夢子と鈴井は、ヴィレッジのリーダーである三年生の村雨天音と対面。鈴井はヴィレッジとの関わりを経て夢子がギャンブルから解放されるかもしれないと期待するが、村雨との対話を終えた夢子が「村雨さんとギャンブルがしたい！」と言い出したことに呆然とする。
その矢先、生徒会は学内放送で「生徒代表指名選挙」を行うことを発表する。それは、ヴィレッジと夢子を制圧する手段として画策された、全校生徒を巻き込む大規模なギャンブルであった。
第2作

### キャスト（実写映画）
- 蛇喰夢子：浜辺美波
- 鈴井涼太：高杉真宙
- 皇伊月：松田るか
- 西洞院百合子：岡本夏美
- 生志摩妄：柳美稀
- 夢見弖ユメミ：松村沙友理（乃木坂46）
- 新渡戸九：小野寺晃良
- 桃喰綺羅莉：池田エライザ（特別出演）
- 五十嵐清華：中村ゆりか
- 黄泉月るな：三戸なつめ
- 木渡潤：矢本悠馬
- 早乙女芽亜里：森川葵

第1作
- 村雨天音：宮沢氷魚
- 歩火樹絵里：福原遥
- 犬八十夢：伊藤万理華

第2作
- 視鬼神真玄：藤井流星（ジャニーズWEST）[102]
- 開拓地長 討嶋：中川大志[80][注 16]
- モエ美：伊織もえ
- 三春滝咲良：生田絵梨花（乃木坂46）
- 聚楽幸子：長井短
- 賭場二郎：田中圭
- 北小路呼子：武田智加（HKT48）[103][注 17]

### スタッフ（実写映画）
第1作
- 監督：英勉
- 原作：河本ほむら、尚村透『賭ケグルイ』（掲載 月刊「ガンガンJOKER」スクウェア・エニックス刊）
- 脚本：高野水登、英勉
- シナリオ原案：武野光、河本ほむら（小説『賭ケグルイ戯』より）
- シナリオ監修：河本ほむら
- ゲーム監修：オインクゲームズ
- 音楽：未知瑠
- 主題歌：そらる「アイフェイクミー」（Virgin Music）
- オープニングテーマ：PassCode「一か八か」（ユニバーサル ミュージック / USMジャパン）[104]
- 製作：依田巽、細野義朗、中野伸二、松浦克義、勝股英夫、藤倉尚、佐竹一美、渡辺章仁、吉川英作、舛田淳
- 企画・プロデュース：松下剛、岩倉達哉
- エグゼクティブプロデューサー：小竹里美、丸山博雄、阿部隆二、楮本昌裕、宇田川寧
- プロデューサー：尹楊会、柴原祐一
- 撮影：小松高志
- 照明：蒔苗友一郎
- 録音：加来昭彦
- 美術：佐久嶋依里
- 装飾：堀口浩明
- 編集：相良直一郎
- スクリプター：川野恵美
- VFXスーパーバイザー：小坂一順
- 衣装：白石敦子
- ヘアメイク：内城千栄子
- 音響効果：茂野敦史
- 選曲：武田拓也
- 助監督：長野晋也
- 制作担当：樫崎秀明、本田幸宏
- 宣伝プロデューサー：竹本誠吾
- ラインプロデューサー：森太郎
- 製作プロダクション：ダブ
- 配給：ギャガ
- 製作幹事：ギャガ、S・D・P
- 製作：「映画 賭ケグルイ」製作委員会（ギャガ、S・D・P、毎日放送、スクウェア・エニックス、エイベックス・ピクチャーズ、ユニバーサル ミュージック、ダブ、ローソンエンタテインメント、日本出版販売、LINE）

第2作
- 監督：英勉
- 原作：河本ほむら、尚村透『賭ケグルイ』（掲載 月刊「ガンガンJOKER」スクウェア・エニックス刊）
- 脚本：高野水登、英勉
- 主題歌：milet「checkmate」（SME Records）
- 製作：依田巽、細野義朗、中野伸二、橋本真司、宇田川寧、渡辺章仁、舛田淳、松下幸生
- 企画・プロデュース：松下剛、岩倉達哉
- エグゼクティブプロデューサー：小竹里美、丸山博雄、阿部隆二
- プロデューサー：柴原祐一
- 共同プロデューサー：尹楊会
- 音楽：未知瑠
- 撮影：小松高志
- 照明：蒔苗友一郎
- 録音：加来昭彦
- 美術：佐久嶋依里、加藤たく郎
- 装飾：堀口浩明
- 編集：相良直一郎
- VFXスーパーバイザー：小坂一順
- 衣装：白石敦子
- ヘアメイク：内城千栄子、和田弥生
- 音響効果：茂野敦史
- 選曲：武田拓也
- 音楽プロデューサー：杉田寿宏
- 助監督：長野晋也
- 制作担当：松田憲一良
- ラインプロデューサー：森太郎
- 宣伝プロデューサー：佐々木建二、山田実
- 製作プロダクション：ダブ
- 配給：ギャガ
- 製作幹事：ギャガ、S・D・P
- 製作：「映画 賭ケグルイ2」製作委員会（ギャガ、S・D・P、毎日放送、スクウェア・エニックス、ダブ、ローソンエンタテインメント、LINE、クオラス）

## Webドラマ
2024年5月、Netflixは本作品の海外ドラマ版となる『BET』の製作を発表した。この作品では日本から転校してきたユメコがギャンブルの腕前を持っていることで、寄宿学校の秩序を根本から覆す脅威となるストーリーとなっている。
キャストにはミク・マルティノー、アヨ・ソランケ、イヴ・エドワーズなどが起用された。
このドラマは『賭ケグルイ Bet』という題名で2025年5月15日からNetflixにて配信開始された。

## 舞台
2025年9月5日から9月14日まで、シアターHで上演決定。主演、蟹沢萌子。

### キャスト
- 蛇喰夢子：蟹沢萌子（≠ME）
- 鈴井涼太：永田聖一朗
- 早乙女芽亜里：小泉萌香
- 生志摩妄：音くり寿
- 皇伊月：河内美里
- 西洞院百合子：朝倉ふゆな
- 夢見弖ユメミ：村山結香（≒JOY）
- 黄泉月るな：佐竹桃華
- 豆生田楓：笹森裕貴
- 桃喰綺羅莉：梅田彩佳

### スタッフ
- 原作：「賭ケグルイ」河本ほむら・尚村透（『ガンガンJOKER』スクウェア・エニックス）
- 脚本・演出：西田大輔
- 音楽：和田俊輔
- 振付：YOKO（HIGH-ENERGY）
- 美術：松生紘子
- 照明：大波多秀起
- 音響：柳浦康史
- 映像：川崎貴司
- 衣裳：川島加菜果
- ヘアメイク：城本麻紀
- 歌唱指導：新良エツ子・澤田真里愛
- 演出助手：佐久間祐人
- 演出補佐：梅澤良太
- 舞台監督：伊藤清一
- 宣伝美術：江口伸二郎・告原小百合
- 宣伝写真：川面健吾
- 制作進行：杉田智彦（アズプロジェクト）
- 主催：舞台「賭ケグルイ」製作委員会